# Diocèse de Moulins
Le diocèse de Moulins (en latin de curie : Diœcesis Molinensis) est une circonscription ecclésiastique de l'Église catholique en France dont le territoire correspond actuellement aux limites administratives du département de l'Allier.
Les traditions ecclésiastiques attribuent l'évangélisation de la région à deux missionnaires grecs : Andoche, prêtre, et Thyrse, diacre, envoyés de Smyrne par saint Polycarpe dans la région d'Autun au IIe siècle et, à la fin du IIIe siècle, à Austremoine de Clermont, Ursin de Bourges et à Martial de Limoges.
Jusqu'au XVIIIe siècle, les paroisses du Bourbonnais ont appartenu à quatre des diocèses qui lui sont aujourd'hui limitrophes : Autun, Bourges, Clermont et Nevers.
L'érection du diocèse de Moulins fut décidée par Louis XVI en 1788 mais l'évêque nommé alors et confirmé par le pape Pie VI ne put pas recevoir la consécration épiscopale en raison des troubles de la Révolution française.
Un évêché fut alors établi par l'Assemblée constituante en 1790 dans le ressort de la métropole de Bourges. Au concordat de 1801, le siège ne fut pas relevé et son territoire rattaché à Clermont. Le 16 juillet 1817, le département de l'Allier fut compté parmi les quarante nouvelles circonscriptions ecclésiastiques créées par le concordat conclu entre Pie VII et Louis XVIII.
Le diocèse fut finalement érigé par la bulle Paternæ caritatis du 16 octobre 1822, rendue exécutoire le 30 du même mois et le premier évêque nommé par ordonnance royale le 2 juillet 1823.
Jusqu'au remaniement du 8 décembre 2002, il était suffragant de l'archevêché métropolitain de Sens. Depuis cette date, il appartient à la province ecclésiastique de Clermont.
Depuis 2021, l'évêque de Moulins est Marc Beaumont.

## Territoire
Le diocèse actuel correspond aux limites administratives du département de l'Allier.
Jusqu'à la réorganisation territoriale décidée en juillet 2007 par Pascal Roland, le diocèse était articulé en trois zones pastorales (Moulins, Vichy et Montluçon) — chacune sous la responsabilité d'un vicaire épiscopal — onze doyennés, et 58 paroisses.
Actuellement le diocèse compte 18 paroisses pour les trois cent vingt communes de son territoire, réparties en cinq doyennés. Trois sont établis autour de chacune des agglomérations de Moulins, Montluçon et Vichy et deux autres regroupent les paroisses du milieu rural, l’un à l’Ouest, l’autre à l’Est du diocèse.
En 2004, le diocèse comptait  293 000 baptisés sur les 344 700 habitants du département de l'Allier, soit 85 % de la population totale.

## Histoire

### Administration ecclésiastique du Bourbonnais sous l'Ancien régime

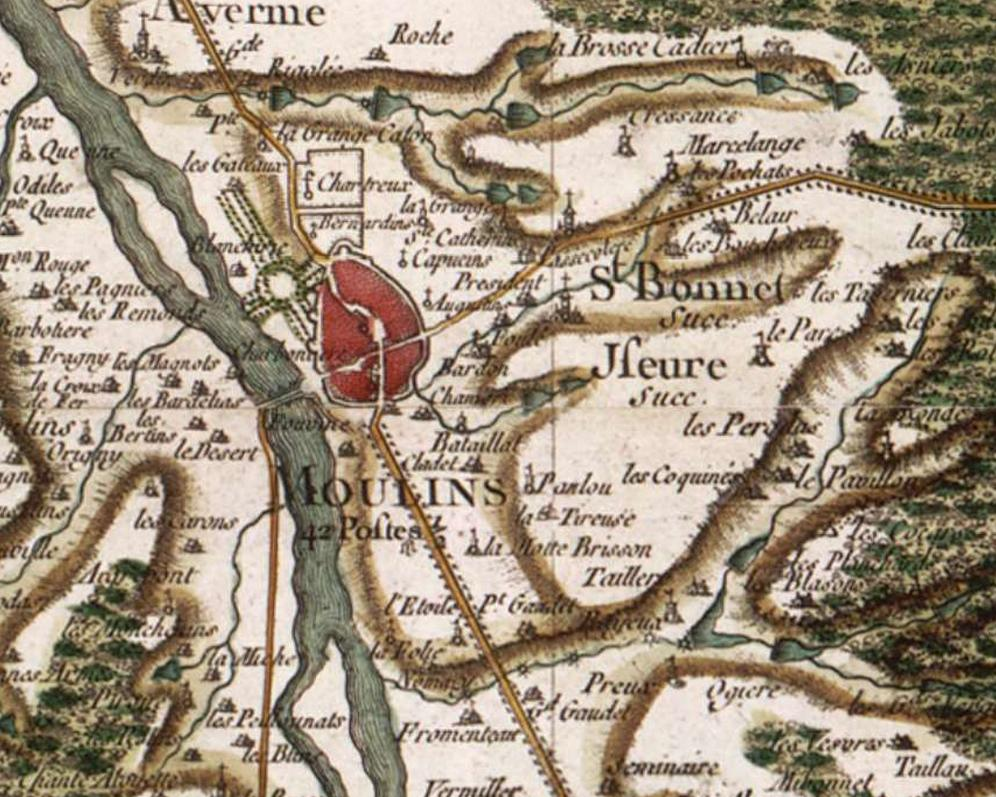
Environs de Moulins vers 1760.

Avant la création du diocèse qui portera son nom, Moulins n'avait aucune paroisse, alors qu'elle était pourtant devenue la capitale du Bourbonnais au détriment de Souvigny à partir de l'accession au duché, en 1488, de Pierre II de Bourbon, dont la cour était l'une des plus brillantes d'Europe. Ses églises étaient seulement des succursales des paroisses voisines d'Izeure et de Saint-Bonnet. Pourtant, en 1621, la ville avait vainement demandé à devenir un siège épiscopal.
Sous le rapport religieux, le Bourbonnais n'avait pas plus d'unité que sous le rapport judiciaire, civil et militaire ; ses paroisses se partageaient entre quatre puis cinq diocèses, : archidiocèse de Bourges, diocèses de Limoges, Clermont, Autun et Nevers. Cette division se perpétua après le retour de la province à la Couronne de France, en 1532. Ainsi, en 1569, Nicolas de Nicolay dénombre, pour la seule châtellenie de Moulins, 46 paroisses relevant — en tout ou partie — de Clermont, 13 de Nevers et 24 d'Autun.
Le diocèse de Clermont était représenté en Bourbonnais par les archiprêtrés de Souvigny, de Cusset et une partie de celui de Limagne. Marcillat, Saint-Marcel et Saint-Farjol, ainsi que Montaigut-en-Combraille, dépendaient de l'archiprêtré de Menat. Le diocèse de Bourges formait, en Bourbonnais, les archiprêtrés de Montluçon, Huriel, Hérisson, Bourbon, Chantelle, Charenton ; une partie de ceux de Dun-le-Roi, de La Châtre et de Montfaucon. Le diocèse de Limoges n'y comptait que Gouzon et deux petits villages dans l'archiprêtré de Combraille. Le diocèse d'Autun y était représenté par les archiprêtrés de Moulins, de Pierrefitte et une partie de celui de Bourbon-Lancy. L'évêque d'Autun entretenait un official à Moulins. Les quelques paroisses dépendantes du diocèse de Nevers, étaient situées dans les archiprêtrés de Saint-Pierre-le-Moûtier et de Decize.
L'administration ecclésiastique n'était pas à l'abri des singularités qui distinguaient toutes les branches de l'administration
séculière. Le village des Écherolles était une année de la paroisse de Saint-Gérand-de-Vaux et une autre de celle de Saint-Loup. À Bruère en Berry, la ville et les faubourgs n'avaient pas de paroisse : une partie était de la paroisse de Bruyère-Campagne, et l'autre de celle d'Alichamps. Les habitants de la paroisse de Saint-Bonnet-de-Four étaient alternativement de Saint-Bonnet et de Montvicq. En 1789, les églises de Moulins étaient toujours des succursales des paroisses d'Izeure et de Saint-Bonnet. Le curé de Saint-Bonnet avait la succursale de Saint-Jean, et le curé d'Izeure, curé primitif de Moulins, la succursale de Saint-Pierre-des-Ménétréaux. En outre, la collégiale dépendait du prieuré de Souvigny. Les annales de Moulins sont remplies des discussions et des scandales occasionnés par les prétentions et les querelles de préséance des parties intéressées.

### Communautés religieuses sous l'Ancien Régime

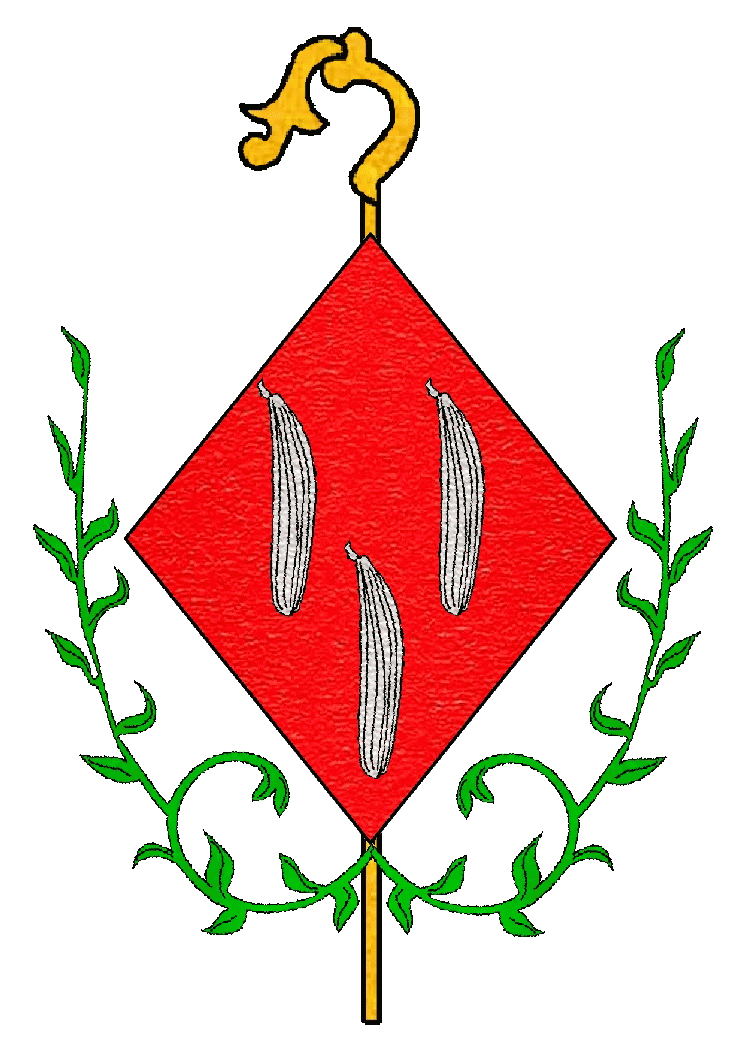
Armes de Marie-Gabrielle du Boulay-Favier, abbesse de Saint-Menoux (1678-1695)

L'état ecclésiastique de la fin du XVIIe siècle, en 1697, dénombre pour la généralité de Moulins un évêché — celui de Nevers — 14 abbayes, dix chapitres, 40 couvents de religieux, 28 couvents de religieuses et 67 prieurés. Le Bourbonnais y figurait pour une bonne part.

#### Abbayes
Cinq abbayes étaient établies en Bourbonnais :
- L'abbaye prémontrée Saint-Gilbert de Neuffontaines fondée par le moine saint Gilbert au XIIe siècle[8] ;
- L'abbaye cistercienne Notre-Dame de Sept-Fons, qui porta d'abord le nom de Notre-Dame-de-Saint-Lieu, fondée en 1132, par Guichard de Bourbon, seigneur de Dompierre[9] ;
- L'abbaye Saint-Léger d'Ébreuil, fondée vers 906 par les moines bénédictins de Saint-Maixent, chassés du Poitou par les incursions des Normands et qui retournèrent pour la plupart dans leur monastère d'origine en 912, lors du traité entre Charles III le Simple et les envahisseurs. Cette abbaye existera jusqu'à sa vente en bien nationaux par arrêté du directoire du département du 26 mars 1791[10].

En plus de ces trois monastères d'hommes, il y avait deux abbayes de bénédictines :
- L'abbaye royale Notre-Dame de Cusset, due à l'évêque de Nevers Emmenus (ou Eumène ou Eugène) en 886, consacrée sous le vocable de Saint-Sauveur en 989 par Fulcran, évêque de Lodève[11], placée sous protection royale par Louis VII ; reçut le titre d'abbaye en 1236[12] ;
- L'abbaye de Saint-Menoux, fondée vers l'an 1000, en remplacement d'un monastère d'hommes fondé autour du tombeau du saint à Malliacum, peut-être vers le VIIe siècle[13] ;

#### Prieurés
On dénombrait également 23 prieurés sur le territoire du duché, dont les principaux étaient :

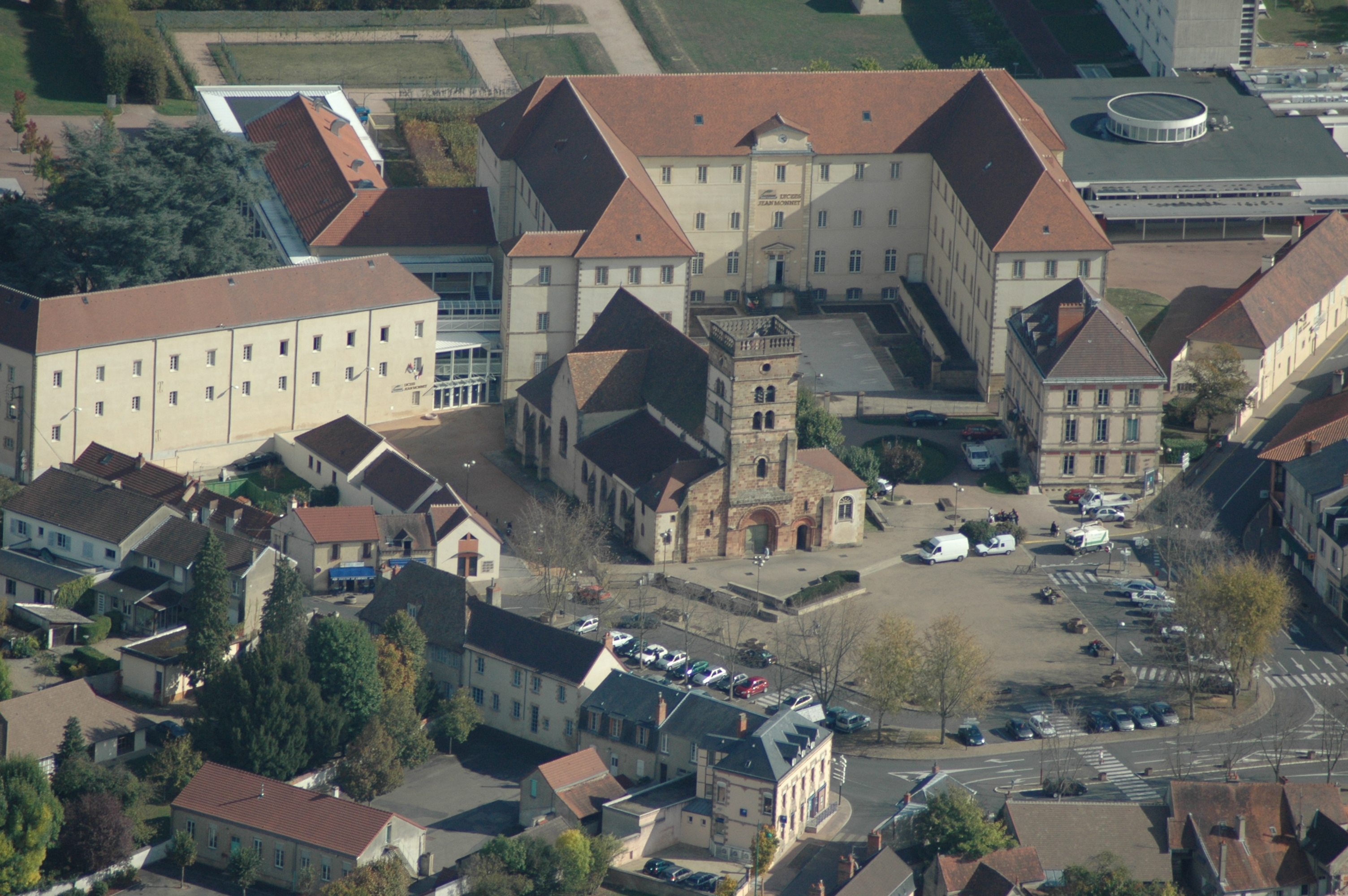
Église et ancien prieuré d'Yzeure

- le prieuré génovéfain de Domérat[12] ;
- le prieuré génovéfain de Durdat ;
- le prieuré bénédictin du Montet ; il dépendait de l'abbaye des bénédictines de Nevers et fut abandonné vers 1770[14] ;
- le prieuré des Augustins de Moulins[12] ;
- le prieuré bénédictin de Saint-Germain-de-la-Garde[15],[16],[N 3] ;
- le prieuré bénédictin Saint-Pierre et Saint-Paul de Souvigny, fondé en 916 par Aimard, sire de Bourbon ; dépendant de l'abbaye de Cluny, il eut une grande importance pendant le Moyen Âge[12] ;

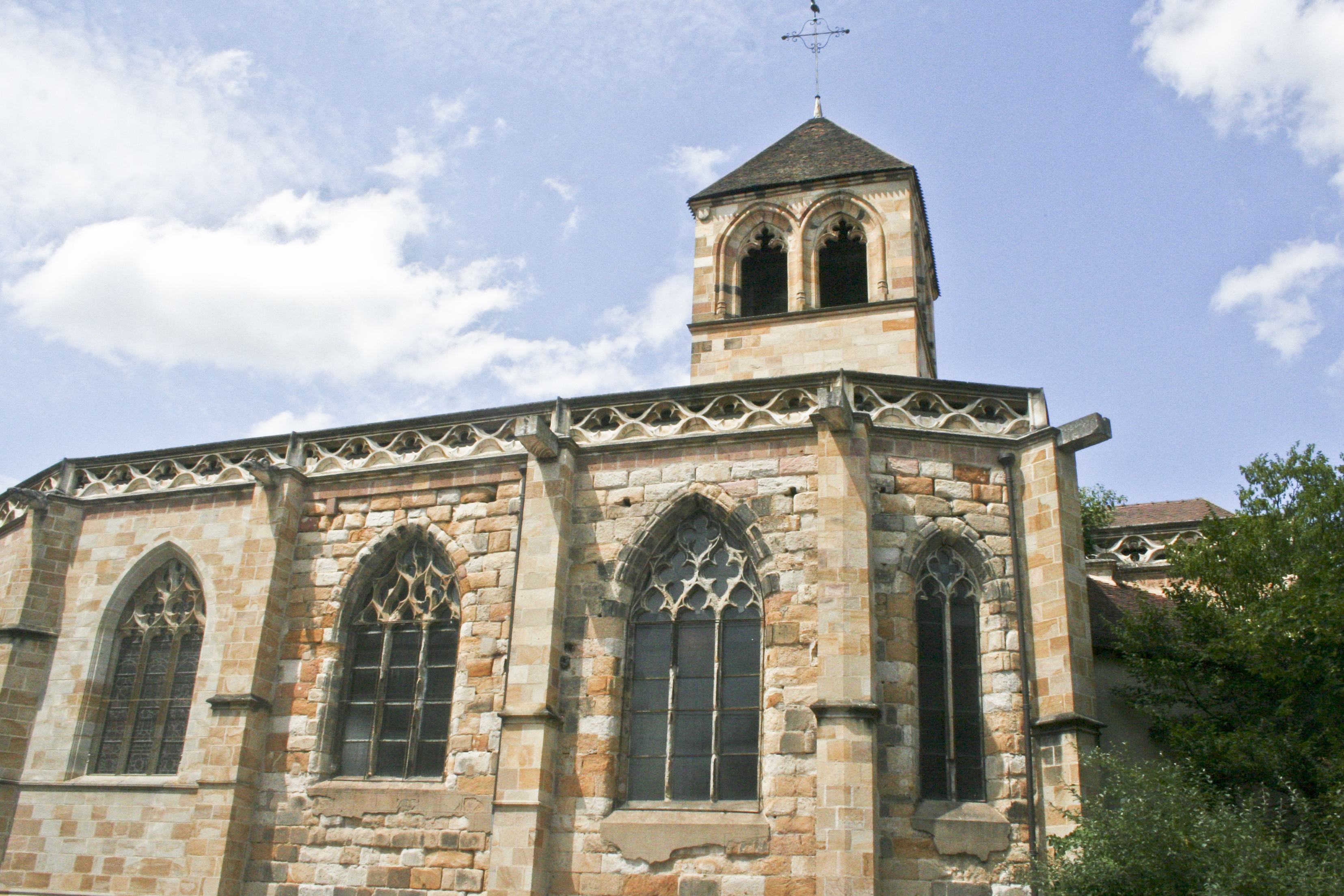
Église prieurale Notre-Dame de Montluçon, XVe siècle.

- le prieuré des bénédictines d'Yzeure ; les bénédictines de Saint-Menoux avaient reçu l'église d'Yzeure de l'évêque d'Autun, Henri de Bourgogne, en 1150 ; elles y fondèrent un prieuré de Dames[17].

On peut encore citer :
- le prieuré des bénédictines de Bourbon[18] ;
- le prieuré Notre-Dame de Banelle à Escurolles ; fondé au XVIIe siècle[19] ; confié aux Carmes, puis aux Oratoriens et enfin aux missionnaires diocésains en 1677 ;
- le prieuré Saint-Vincent de Chantelle ; fondé en 937 ;
- le prieuré Saint-Augustin du Château[20] ;
- le prieuré bénédictin d'Huriel ; il dépendait de l'abbaye de Déols[21] ;
- le prieuré du Saint-Sépulcre de Jaligny ; fondé en 1036 par Hector de Jaligny et supprimé en 1747[N 4] ;
- le prieuré Notre-Dame de Montluçon[12] ;
- le prieuré Saint-Pierre de Montluçon[12],[18] ;
- le prieuré augustin de Néris[22] ;
- le prieuré du Puy-Saint-Ambroise près de Saint-Léon ; cité en 1165, dans une bulle d'Alexandre III, comme possession de l'abbaye de Mozac[23] ;
- le prieuré de Saint-Germain-de-Salles ; il dépendit d'abord de l'abbaye de Vézelay[20] puis de celle de Cluny[24] ;
- le prieuré bénédictin de Saint-Pourçain qui fut d'abord une abbaye mais n'est plus mentionné que comme prieuré depuis 1080 ; il dépendait de l'abbaye de Tournus[12] ; en 1645, les bénédictins passèrent sous la règle de Saint-Maur, puis le prieuré fut rattaché à la congrégation de Saint-Lazare de Paris par une bulle d'Alexandre VII en 1660[18].

#### Chapitres de chanoines

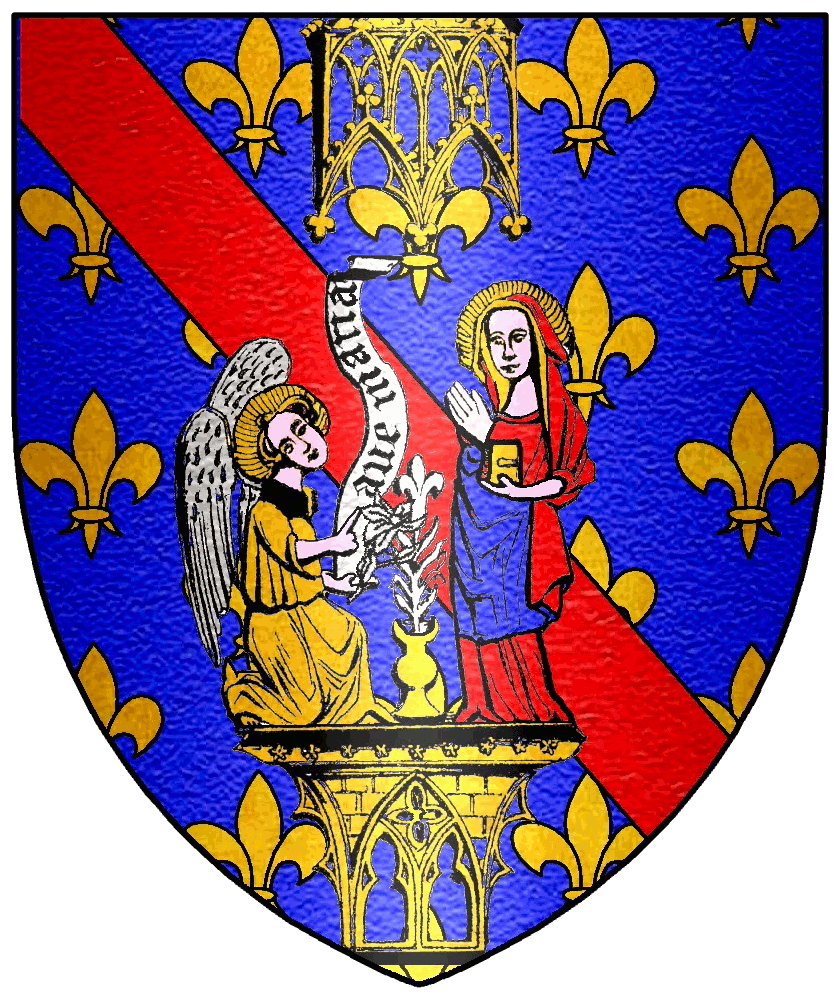
Blason du chapitre de Notre-Dame de Moulins

Les sept chapitres du Bourbonnais étaient tous collégiaux puisqu'il n'y avait pas d'église cathédrale sur le territoire du duché. L'entretien des chanoines était assuré par la prébende dont chacun était pourvu, conséquence de la division des biens ecclésiastiques et de l'attribution d'une partie de ces biens aux membres du clergé.
La raison d'être de ces collèges de clercs appelés chanoines est d'accomplir les fonctions liturgiques les plus solennelles dans leurs églises.
- Le chapitre de Notre-Dame de Moulins fut fondé en 1386 par Louis II de Bourbon. Cette collégiale occupait l'église Notre-Dame édifiée par le duc Pierre II de Bourbon et par sa femme Anne de France. Elle se composait d'un doyen et de dix chanoines et dépendait du diocèse d'Autun.
- Le chapitre de la Sainte-Chapelle de Bourbon-l'Archambault fut fondé en 1332 par Louis Ier de Bourbon. Il était composé d'un trésorier, de six chanoines et de trois semi-prébendiers, tous à la nomination des ducs de Bourbon. L'érection de la Sainte-Chapelle et l'établissement du chapitre furent approuvés et confirmés par bulles du pape Jean XXII, qui exempta cette collégiale de la juridiction de l'archevêque de Bourges, la soumit immédiatement au Saint-Siège et donna au trésorier toute autorité sur les chanoines.
- Le chapitre de Notre-Dame de Cusset, avec un chantre et douze chanoines[26] nommés par l'abbesse des bénédictines de Cusset.

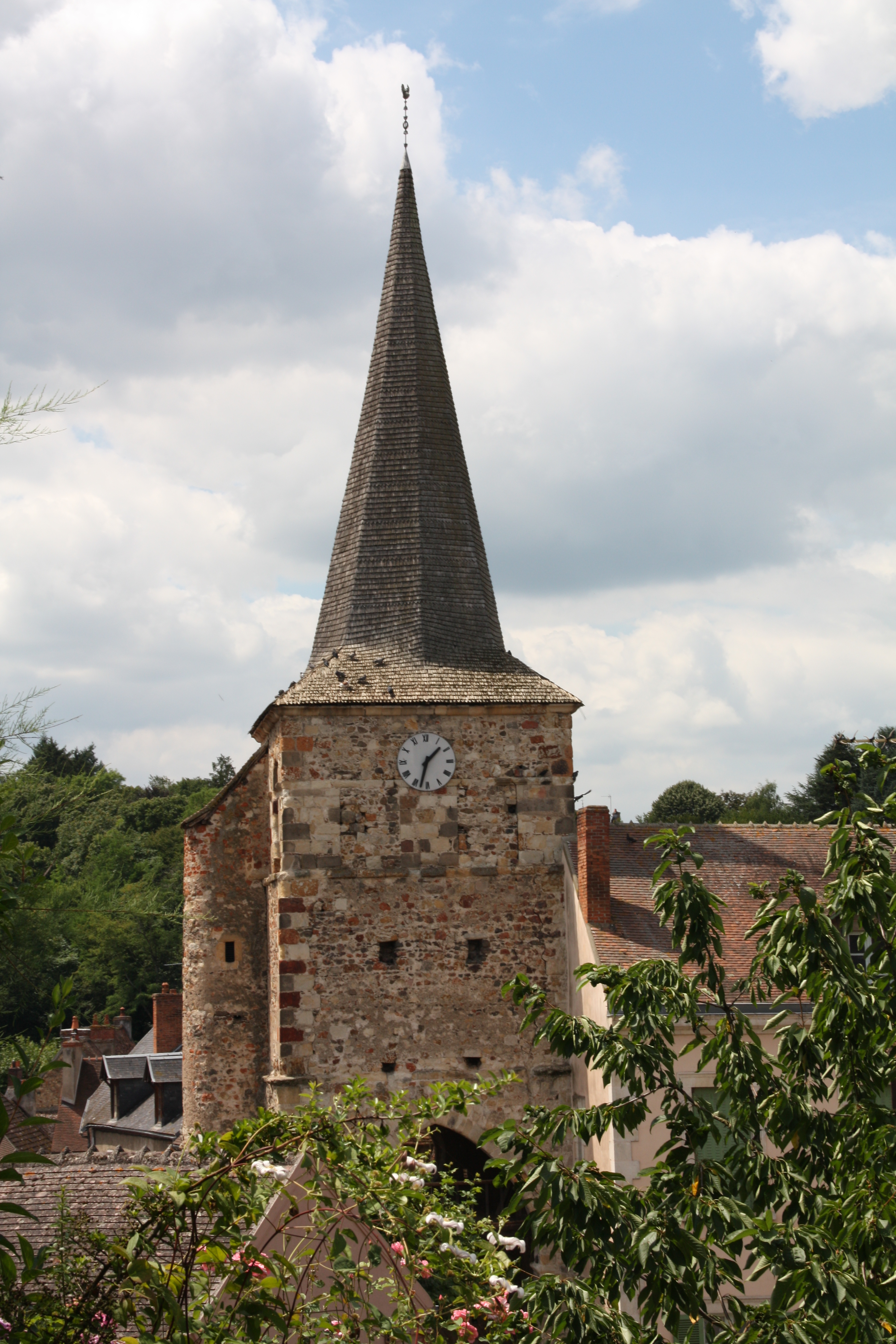
Derniers vestiges de l'église Saint-Sauveur

- Le chapitre Saint-Sauveur d'Hérisson, qui existait avant le XIIIe siècle, fut peut-être fondé par Guy II de Dampierre, sire de Bourbon. En 1221, son fils Archambaud VIII dota les 20 chanoines (huit prêtres, six diacres et six sous-diacres) de 100 livres de rente. Le chapitre devait compter 22 prébendes, à la collation du duc de Bourbon, dont deux revenaient au doyen et deux au « maistre des enfants de chœur. » Au XVIe siècle, une prébende fut réservée à un maître chargé d'enseigner gratuitement la lecture aux enfants de la ville ; une autre était donnée au prieur de Châteloy. Les princes de Condé ayant reçu le Bourbonnais en apanage, à la demande de certains chanoines qui trouvaient le « lieu trop champestre », ils réunirent les biens de ce chapitre à ceux de la collégiale Notre-Dame de Moulins, par lettres patentes données à Compiègne en août 1767. Après la fusion des chapitres d'Hérisson et de Moulins, l'église Saint-Sauveur fut pratiquement abandonnée ; une dernière solennité y fut célébrée, le 14 juillet 1790, à l'anniversaire de la prise de la Bastille[27].
- Le chapitre Saint-Martin, fut fondé à Huriel par les seigneurs de ce lieu, de la maison de Brosse, probablement à la fin du XIIe siècle.
- Le chapitre de Montcenoux, près de Villefranche-d'Allier dépendait de celui de Saint-Ursin de Bourges. Il fut fondé par Archambaud III de Bourbon en 1048[28].
- Le chapitre Saint-Nicolas de Montluçon fondé par les ducs de Bourbon, se composait d'un doyen et de douze chanoines.

Certains auteurs mentionnent également un chapitre collégial à Varennes-sur-Tèche,, fondé au XVIe siècle par Jean de Montjournal, seigneur de Précord, proche du maréchal de La Palice.

#### Religieux et religieuses
Trente communautés religieuses étaient établies en Bourbonnais : dix-huit de religieux et douze de religieuses.
Les couvents étaient nombreux à Moulins.
Le plus ancien était celui des Carmes, avec le couvent des Carmes fondé en 1352, suivi de celui des Dominicains, ou Jacobins, fondé en 1515 par le connétable Charles III de Bourbon en remplacement de l'hôpital Saint-Nicolas.
Dix autres y furent élevés entre les seules années 1600 et 1682 :
- les Capucins, en 1601 ;
- les Jésuites, en 1605 ;
- les Visitandines, en 1616 ;
- les Ursulines, en 1616 ;
- les Augustins, en 1617 ;
- les Minimes, en 1622 ;
- les Chartreux, en 1623 ;

- les Carmélites, en 1628 ;

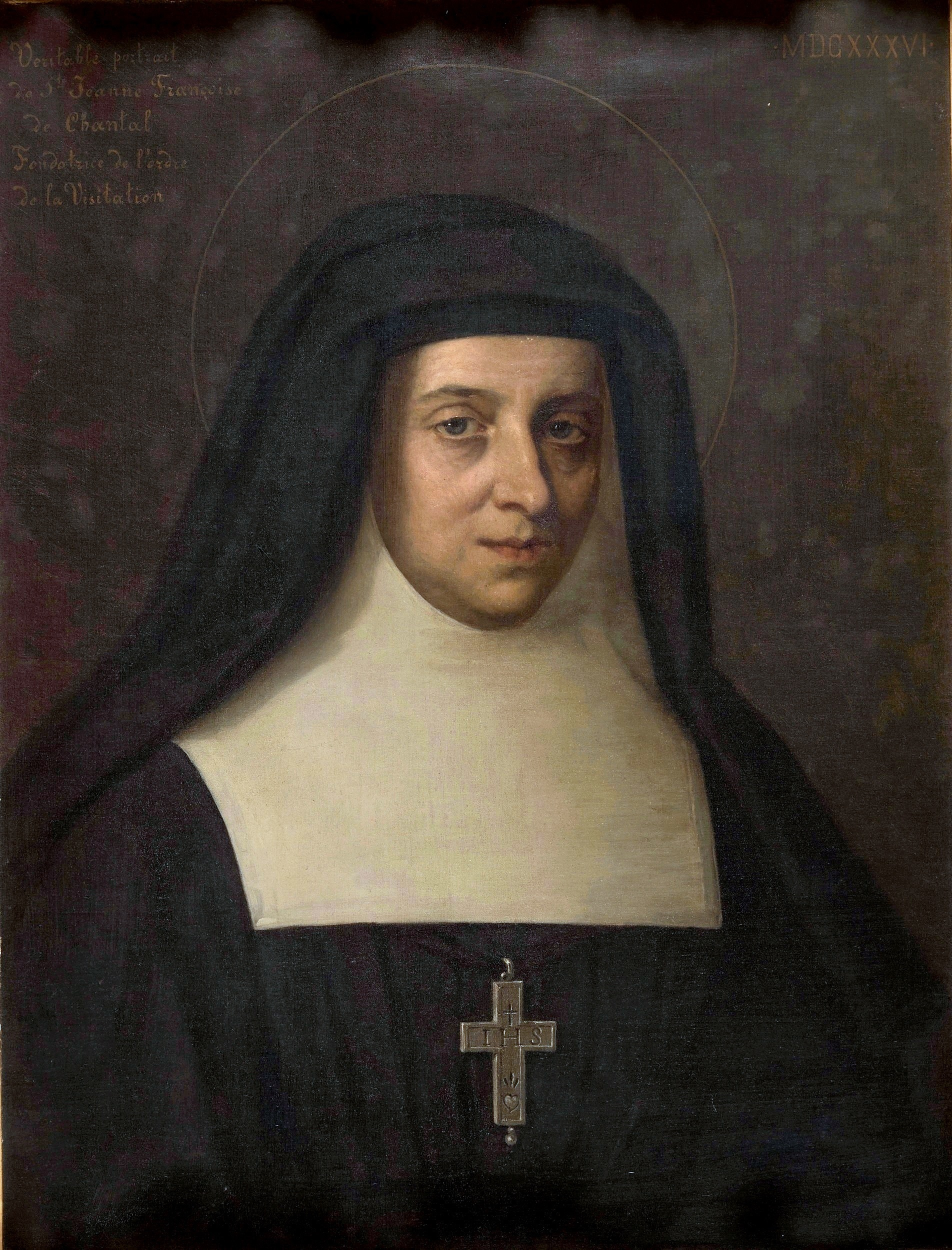
Sainte Jeanne de Chantal, décédée à la Visitation de Moulins en 1641.

- les Bernardines, en 1649 ; Louis XIV ne confirma la fondation par lettres patentes qu'en 1670[18] ;
- les Filles de la Croix, en 1682.

La plupart de ces établissements furent détruits en 1793. Ce qu'il en reste aujourd'hui se réduit à peu près uniquement à l'ancien collège des Jésuites, qui est devenu le palais de justice — dont une des chapelles, construite au milieu du XVIIe siècle est devenue le siège du tribunal civil — et à la chapelle des Visitandines, dans laquelle se trouve le tombeau du duc Henri II de Montmorency, affectée aujourd'hui au Lycée Théodore-de-Banville.
À Gannat on trouvait :
- les Augustins, qui desservaient l'église Saint-Étienne ;
- les prêtres communalistes[N 5] à l'église Sainte-Croix ;
- le couvent des Capucins, fondé en 1620 ;
- le couvent des religieuses de Notre-Dame, vouées à l'enseignement gratuit des jeunes filles ; fondé en 1649 par des religieuses venant du couvent de Riom.

À Montluçon :

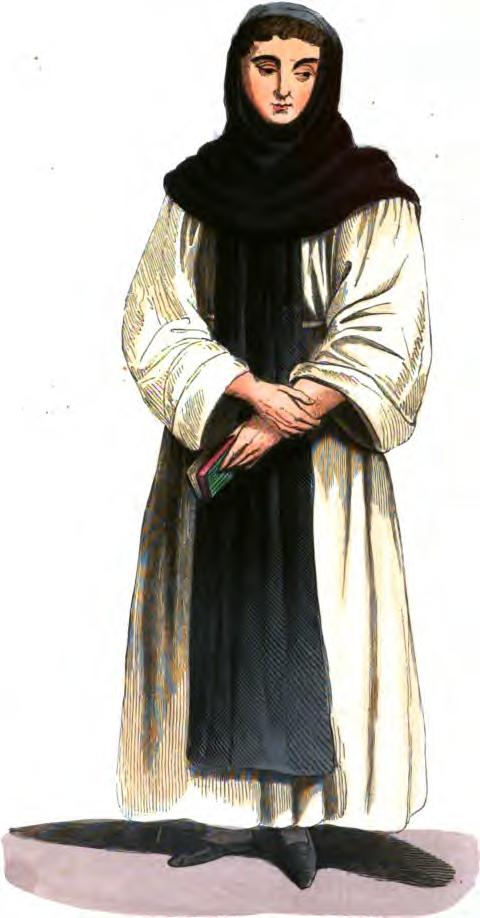
Religieux de l'ordre des Célestins.

- le couvent des Cordeliers de Saint-Sauveur ; fondé au XVe siècle par le duc Jean II[18] ;
- le couvent des Capucins ; installé en 1600[18] ;
- le couvent des Bernardines ; établi en 1630 par des religieuses de l'abbaye Notre-Dame de Bussières[18] ;
- le couvent des Ursulines ; les religieuses prirent possession de leur maison en 1650[18] ;
- des religieuses de Saint-Lazare, baptisées familièrement « les petites marmites », furent appelées en 1667 pour visiter les malades à domicile[33].

À Vichy :
- le couvent des Célestins ; fondé en 1410 par le duc Louis II et supprimé par Louis XV en 1774[18] ;
- le couvent des Capucins ; situé près de l'établissement thermal et plus spécialement destiné à recevoir les religieux malades de l'ordre[18] ;

Dans le reste du duché, on peut citer :
- le couvent des Capucins de Bourbon[18] ;
- le couvent des Capucins de Cusset ;
- le couvent des Cordeliers de Champaigne, près de Souvigny ; fondé par Archambaud IX de Bourbon à la fin du XIIIe siècle[18] ;
- le couvent des Urbanistes de Le Donjon ;
- le couvent des Cordeliers de Paluet, près de Saint-Pourçain[18] ;
- le couvent des religieuses de Notre-Dame de Pontratier[34] ; fondé en 1111, il dépendait de l'abbaye de Fontevraud[35] ;
- des commanderies de chanoines de Saint-Antoine, notamment à Cusset[26].

#### Ordres militaires
Les Hospitaliers possédaient de nombreux établissements en Bourbonnais :
- la commanderie de Beugnay (ou Beugnet), sur la paroisse de Chassenard[36], dont dépendaient les commanderies d'Avrilly[36] et de Saint-Jean-de-Ponthenas[N 7], Saint-Jean de Bourbon-les-Moulins (Bourbon-l'Archambault[N 8]), Coulanges[20] et Trévol ;
- la commanderie de Lavaux-Saint-Jean (Viplaix), dépendant de celle de Chanonat ;
- la commanderie Saint-Jean-Baptiste de Coursage (Quinssaines), dépendant de La-Croix-au-Bost (paroisse de Saint-Domet dans la Marche), ainsi que les commanderies de Palluet (Saint-Pourçain-sur-Sioule) et de Bourchassain (Noyant-d'Allier);
- la commanderie de La Racherie, à Contigny[26] et les commanderies dépendantes et annexes de Saint-Jean-d'Huvert (de Octovernis) à Liernolles[26], de Saint-Bonnet-de-Tisson (Bellenaves), Saint-Jean-de-Villedieu de Saint-Plaisir[26], Rongères, Velatières (près de Hérisson) et Redand (Saint-Gérand-le-Puy) ;
- la commanderie Saint-Jean du Mayet-d'École[26] dont dépendait la commanderie de La Marche à Charroux[26], où les hospitaliers avaient succédé à l'ordre du Temple ;
- la commanderie de Salliat à Saint-Pont[26] ;
- la commanderie de Saint-Jean-entre-les-Vignes à Montluçon, dont dépendaient celles de La Buxière et de Lamayd ainsi que les annexes de Magnet (Cosne-d'Allier) et de Richemont (Bizeneuille), dépendant de la commanderie de Lavaufranche[37].

L'ordre du Temple était installé dans une douzaine de temples avant sa dissolution par le pape Clément V en 1312 dont le plus connu est la commanderie de La Marche à Charroux.

### 1788: Un premier évêché à Moulins

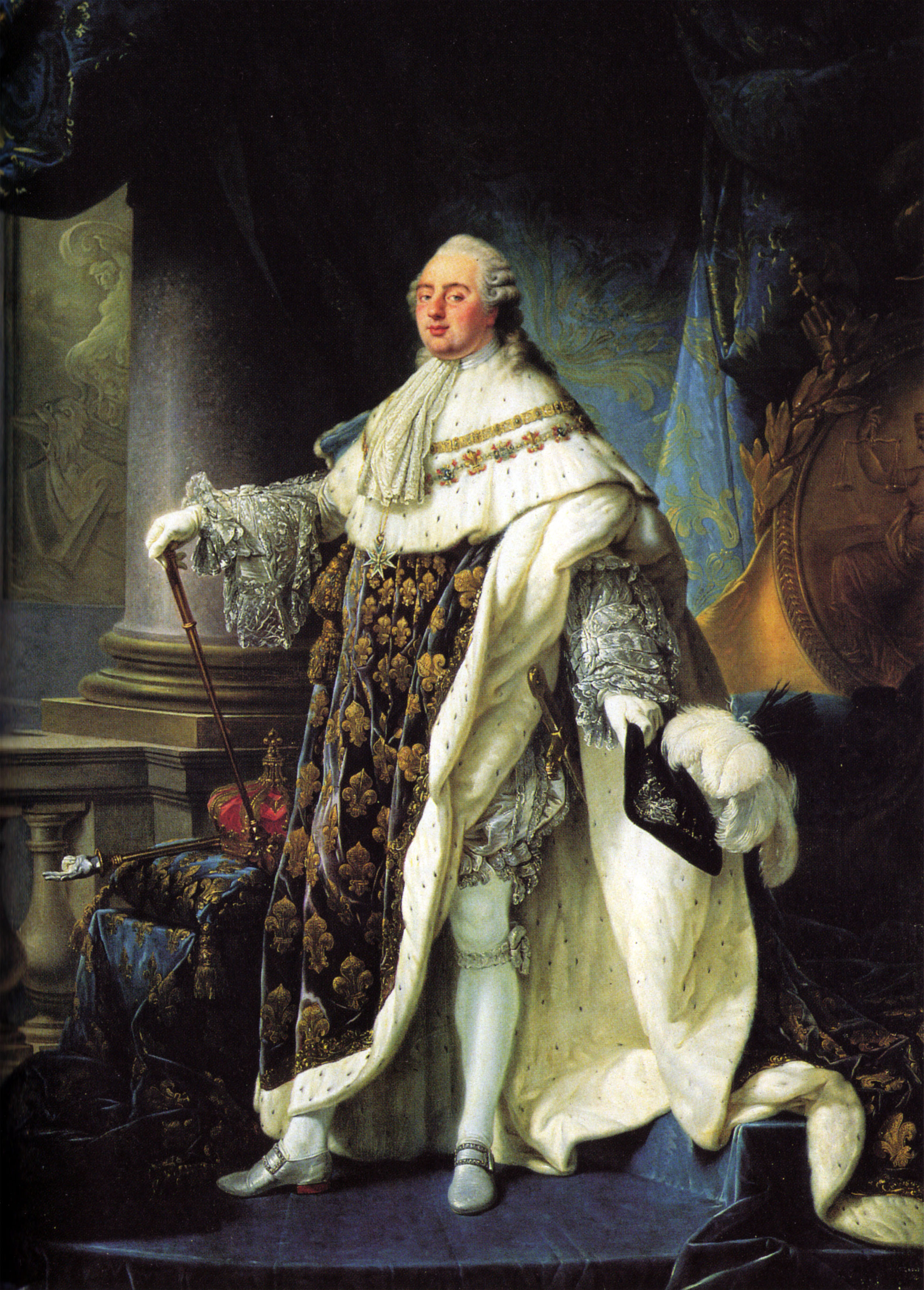
Louis XVI.

Dès les premières années du règne de Louis XVI, les démarches les plus actives furent faites par l'administration locale pour obtenir que la ville de Moulins fût érigée en siège épiscopal. Il fallut pourtant négocier longtemps avec les autorités ecclésiastiques pour les amener à laisser détacher de leurs diocèses respectifs quelques paroisses les plus rapprochées de Moulins, qui devaient être comprises dans le nouvel évêché à établir. On fit une enquête de commodo et incommodo, où comparurent les parties intéressées. L'archevêque de Bourges et l'évêque de Clermont donnèrent leur consentement. L'évêque d'Autun, qui perdait un des plus beaux fleurons de son diocèse et qui entretenait un official à Moulins, fut le seul opposant.
La création du diocèse de Moulins fut enfin décidée. Louis XVI approuva le brevet portant érection de cette circonscription le 27 avril 1788 et l'abbé Étienne Jean-Baptiste des Gallois de La Tour, vicaire général de l'évêque d'Autun au district de Moulins et doyen du chapitre de la collégiale, en fut nommé évêque, au moment où éclata la Révolution française. L'érection du diocèse de Moulins fut alors suspendue, et l'investiture canonique et la consécration de l'abbé de La Tour, évêque nommé, furent retardées indéfiniment et ne purent avoir lieu. Lors de l'assemblée du clergé de la sénéchaussée de Moulins, le roi désigna Dom Salmart de Montfort, abbé de Sept-Fons, pour présider la réunion à sa place. Pour éviter de prêter serment à la Constitution civile du clergé, l'évêque nommé se retira d'abord au château de la Tour, sur la commune actuelle de Saint-Pierre-Laval puis émigra d'abord en Angleterre, d'où il passa à Trieste en 1790. Il mourut archevêque de Bourges, en 1820.
Les limites du diocèse formé en 1789 n'étaient pas, à beaucoup près, celles du département actuel, encore moins celles de l'ancien duché : il prenait au diocèse de Bourges une partie des archiprêtrés de Bourbon et d'Hérisson et tout celui de Chantelle ; au diocèse de Clermont, il prenait la partie de l'archiprêtré de Souvigny au-dessus de la Bouble, laissait l'archiprêtré de Limagne à droite, et descendait par Varennes et Lapalisse jusqu'à la Besbre, dans l'archiprêtré de Cusset. Puis il prenait sur Autun tout ce qui formait les deux archiprêtrés de Moulins et de Pierrefitte.

### 1790: Le diocèse de l'Allier

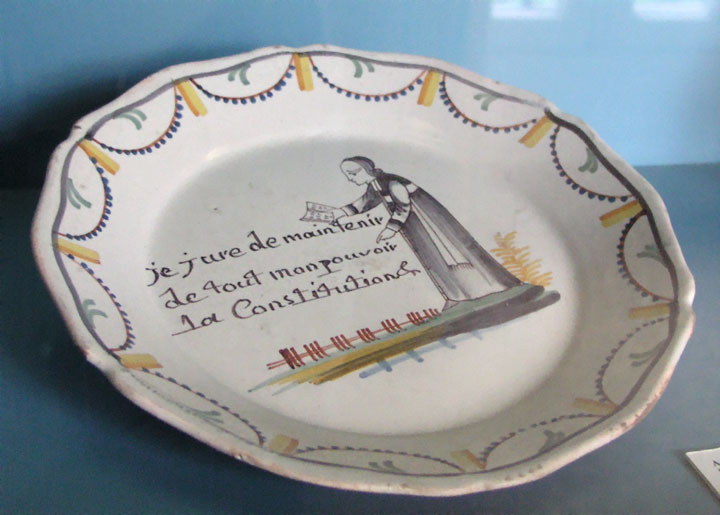
Plat commémoratif de la Constitution civile du clergé (1790).

Un évêché fut établi par l'Assemblée constituante en 1790 dans le ressort de la métropole de Bourges. L'Assemblée nationale le considéra comme pourvu d'un titulaire réel et le directoire de département fit des instances les plus vives auprès de M. des Gallois de la Tour pour qu'il demandât la confirmation canonique. Celui-ci prétexta l'absence de son métropolitain. Impatienté, le directoire du département le mit en demeure de se prononcer sans autre délai, le 31 décembre 1790. Il refusa alors de prêter le serment et quitta Moulins. L'évêché de l'Allier se trouvait vacant : les électeurs du département furent convoqués aussitôt pour le pourvoir d'un titulaire. François-Xavier Laurent, né à Marcenat, curé d'Huillaux depuis 1779, fut alors proclamé évêque à la quasi-unanimité des électeurs réunis dans l'église Saint-Pierre des Ménétréaux le 13 février 1791.
Député par le clergé de la sénéchaussée de Bourbonnais aux états-généraux, le curé Laurent avait été l'un des premiers de l'ordre du clergé à être passé au tiers état lors de sa constitution en assemblée nationale le 16 juin 1789. Il y avait appuyé la suppression de la dîme et des salaires du clergé et prononcé, le 14 avril 1790, un discours en faveur de la motion Chasset qui mettait les biens ecclésiastiques à la disposition de la Nation. Le 27 décembre suivant il prêtait serment à la nouvelle Constitution civile du clergé et justifiait sa conduite par une lettre adressée à tous les prêtres résidant sur le territoire du département de l'Allier. Quatre cent vingt-six des 484 prêtres bourbonnais prêtèrent le serment.

Le curé Laurent n'avait pas brigué cet épiscopat. Son éclat l'effrayait et il se rendait parfaitement compte des lourdes difficultés qu'il allait rencontrer. 

« Mais, d'autre part, il ne voulait pas se dérober au devoir que lui dictait sa conscience de prêtre et de citoyen. Il voulait à tout prix éviter le conflit violent sur le point d'éclater entre l'Église et la Révolution : il estimait que l'on pouvait à la fois rester fidèle aux principes de la religion et obéir aux lois de l'Assemblée. Et il voyait dans l'autorité des fonctions épiscopales l'occasion de prêcher la paix, de ramener le calme, d'obtenir la soumission. « Vox populi, vox Dei. » La voix du peuple l'appelait, il obéissait à celle de Dieu. »

— Joseph Viple, François-Xavier Laurent, député à l'Assemblée constituante, évêque constitutionnel du département de l'Allier (1744-1820)

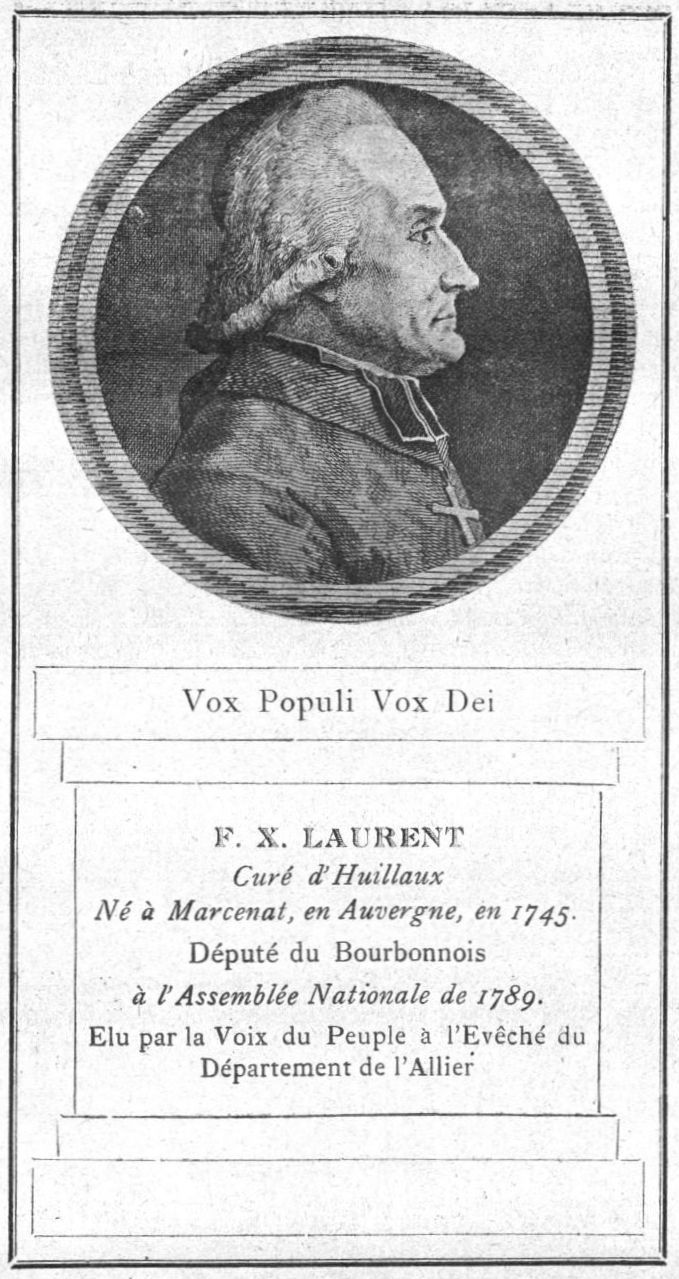
L'évêque constitutionnel François-Xavier Laurent

Il accepta donc cette élection et se fit sacrer le 6 mars 1791 à Paris par Jean-Baptiste Gobel, évêque constitutionnel de Paris et Henri Grégoire, alias l'abbé Grégoire, évêque de Blois et son collègue à l'assemblée constituante. La constitution civile du Clergé dispensait les nouveaux évêques d'avoir recours au Saint-Siège pour en être approuvés et en recevoir l'autorisation d'exercer leurs fonctions ; l'évêque constitutionnel Laurent se hâta donc de prendre possession de son siège, en grande pompe, le 18 mars 1791, dans l'église collégiale de Notre-Dame devenue la cathédrale du diocèse de l'Allier.
La Constitution civile du clergé avait supprimé les vicaires généraux et les chanoines. Mais elle prévoyait, pour assurer le service paroissial en l'église cathédrale, des vicaires, dont le nombre était de seize dans les villes de plus de 10 000 habitants, et de douze dans les autres. Les vicaires de l'église cathédrale, avec le vicaire-supérieur et les vicaires-directeurs du séminaire, formaient le conseil habituel et permanent de l'évêque, qui ne pouvait faire aucun acte de juridiction en ce qui concernait le gouvernement du diocèse et du séminaire qu'après en avoir délibéré avec eux. Laurent voulut confier ces fonctions aux chanoines de l'ancienne collégiale, mais aucun n'avait prêté serment et ne voulut accepter. Il nomma donc seize vicaires épiscopaux et s'attela avec vaillance à ses nouvelles fonctions.
L'évêque Laurent ne jouit pas longtemps de son siège. Très tôt les difficultés commencèrent. La Constitution civile du clergé ayant été condamnée par le pape, plusieurs prêtres se démirent et des rétractations furent bruyantes. Certains curés refusaient la juridiction du nouvel évêque, d'autres répandaient clandestinement des instructions interdisant de lui obéir. Le calme revint en 1793. Presque toutes les paroisses étaient pourvues de desservants assermentés. Le 5 juin, le commissaire observateur rapporta : « La classe peu fortunée les écoute, les suit, leur obéit et, à Moulins, les femmes qui ne vont pas à la cathédrale passent pour n'être pas patriotes. »
Mais les persécutions qui avaient d'abord frappé les ecclésiastiques insermentés qu'on qualifiait de réfractaires s'étendirent rapidement à ceux qui avaient prêté serment à la Constitution civile du clergé que l'on pouvait suspecter de modérantisme. Pour y échapper, certains apostasièrent, d'autres se marièrent, d'autres « se jetèrent dans les excès de la révolution ; dans les faits, tous quittèrent l'habit ecclésiastique qui était proscrit, et rentrèrent dans la vie laïque ». Le 10 octobre 1793, la société populaire notifia à l'évêque qu'il devrait désormais porter dans les offices le bonnet rouge à la place de la mitre et une pique à la place de la crosse, ce qu'il fit le 20 suivant. Laurent comprit alors qu'il ne pouvait plus décemment exercer ses fonctions et donna sa démission le 25 brumaire an II (15 novembre 1793).

Au mois de mars 1794, 829 ecclésiastiques, presque tous prêtres, furent déportés sur les pontons de Rochefort et détenus à bord des vaisseaux le Washington et les Deux Associés. 

« Dans ce clergé nombreux, envoyé de toutes les parties de la France, on comptait des vicaires-généraux de divers diocèses, des abbés commendataires, des doyens de chapitres, des chanoines, des curés, des vicaires, des supérieurs ou directeurs de séminaires, des professeurs de collèges, des religieux de tous les ordres. On y avait associé un laïque condamné à la même peine, nommé M. Girard, ci-devant garde du corps du comte d'Artois. Les ecclésiastiques du département de l'Allier y étaient au nombre de quatre-vingt. À leur tête était M. Imbert, ancien jésuite et vicaire apostolique du diocèse de Moulins. »

— Les martyrs, t. XI : La Révolution (1791-1794)
Sur les 64 martyrs béatifiés par Jean-Paul II le 1er octobre 1995, 13 étaient originaires ou résidaient dans l'Allier. On estime que, sur les 829 ecclésiastiques déportés à Rochefort, 547 ont péri.
L'évêque Laurent fut mis au nombre des évêques mariés dans le compte-rendu fait par Henri Grégoire au concile des évêques français de 1797. Devenu conseiller général de l'Allier de l'an VIII à l'an XI il se retira ensuite à Clermont-Ferrand, où il mourut le 10 mai 1821, réconcilié avec l'Église. On lui rendit des honneurs funèbres conformes à la dignité qu'il avait occupée.
Il eut un successeur. Au milieu même de la tourmente révolutionnaire et avant que le culte ne fût complètement interrompu, l'ancien curé de la paroisse d'Iseure, l'archiprêtre Antoine Buteaux-Dupoux, prêtre assermenté qui avait suivi le siège de sa paroisse transféré à l'église des Carmes de Moulins, ambitionna à son tour l'épiscopat. Il se rendit à Paris, et se fit, comme son prédécesseur, sacrer évêque par Henri Grégoire, le 23 octobre 1798 ; il revint à Moulins pour prendre possession de l'évêché, revêtit le costume épiscopal, et officia à la cathédrale. Mais sa juridiction, rejetée par le clergé, ne s'étendit pas au-delà de l'enceinte de cette église. Butaud rejoint Paris où il vécut dans la misère. Il participa au concile des évêques constitutionnels en 1801. Tombé malade à Paris, il rétracta ses erreurs, reçut les sacrements, et mourut le 19 août 1803, après le rétablissement du culte. Il fut honoré de funérailles épiscopales par décision du gouvernement.

L'église Notre-Dame de Moulins fut transformée en temple de la Raison à l'instigation de Joseph Fouché.

### 1797: Le retour du culte

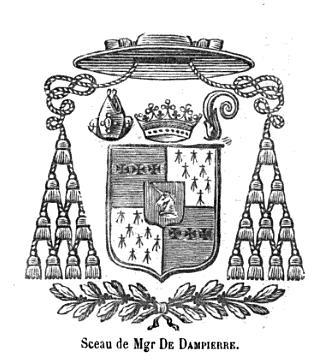
Sceau de M. de Dampierre, évêque de Clermont.

Quand la persécution contre les prêtres assermentés ou insermentés se calma, quelques ecclésiastiques se hasardèrent à reprendre leur ministère dans les églises dévastées, tolérés par les autorités et appelés par les fidèles. Sans grands moyens d'existence, ces prêtres paraient aux besoins les plus pressants du culte. Des ecclésiastiques se groupèrent alors à Moulins pour y exercer leur ministère. En 1797, à la demande de l'administrateur du diocèse d'Autun, dont la ville de Moulins et un grand nombre de paroisses du département de l'Allier faisaient encore partie aux yeux de ceux qui ne reconnaissaient pas la constitution civile du Clergé, d'ailleurs emportée par le mouvement révolutionnaire, l'abbé Roux, prêtre du diocèse d'Autun rentrant d'exil, s'installa à Moulins. Établi chef de mission, il étendit ses travaux à toutes les paroisses de l'ancien archiprêtré. Soutenu par des fidèles, il restaura l'église Notre-Dame, rouvrit les principales églises et en bannit le culte de la Raison et les théophilantropes.
Lorsque le premier Consul rétablit en France le culte catholique, le nouveau concordat, signé à Paris, le 26 messidor an IX (15 juillet 1801), supprima l'évêché de Moulins et réunit le département de l'Allier à celui du Puy-de-Dome pour former le diocèse de Clermont, suffragant de Bourges et confié à Charles-Antoine-Henri Duvalck de Dampierre. Moulins fut alors la résidence d'un vicaire général, comme avant la révolution, mais, administrant au nom de l'évêque de Clermont, celui-ci étendait sa juridiction sur tout le département de l'Allier. M. Roux fut nommé curé de Notre-Dame, en 1803.
Après le rétablissement des Bourbons sur le trône, le premier soin de l'abbé Roux fut de rappeler au roi Louis XVIII le vœu de Louis XVI, qui, de concert avec Pie VI, avait érigé le diocèse de Moulins. Le nouveau roi de France ne tarda pas à s'occuper des modifications au Concordat de 1801, sous le rapport du nombre et de la circonscription des évêchés ; il voulait notamment faire cesser le schisme qui naissait en France à la suite des protestations de Pie VII contre le concordat signé à Fontainebleau le 13 février 1813. Des relations diplomatiques entamées déjà en 1814 auprès de la cour de Rome, furent poussées par le comte de Blacas d'Aulps. Le 11 juin 1817, ces négociations se terminèrent par une convention entre Pie VII et Louis XVIII qui rétablissait le concordat de Bologne, passé entre François Ier et Léon X, modifiait les territoires de plusieurs diocèses et créait en France quarante nouveaux sièges épiscopaux. Le 16 juillet 1817, le département de l'Allier fut désigné pour former la circonscription d'un évêché qui ferait partie de la province ecclésiastique de Sens et dont le siège serait fixé à Moulins. Six années s'écoulèrent cependant encore avant que cette décision ne fût mise à exécution.

### 1817: Le diocèse de Moulins

Armes du diocèse de Moulins.

Le Concordat du 11 juin 1817 ne fut jamais entériné par la chambre des députés où l'opposition était très vive. En compensation, Louis XVIII créa un certain nombre d'évêchés, dont Moulins. Le diocèse fut donc érigé par la bulle Paternæ caritatis qui, par suite des difficultés entraînées par l'opposition au concordat, fut seulement publiée le 16 octobre 1822 et rendue exécutoire le 30 du même mois. Le premier évêque fut nommé par ordonnance royale le 2 juillet 1823.
La nouvelle circonscription était formée de portions détachées des diocèses d'Autun, de Bourges, et de Clermont, pour correspondre aux limites administratives du département de l'Allier. Monsieur Antoine de La Grange de Pons y était nommé évêque de Moulins et la « collégiale des Bourbons » à Moulins établie comme cathédrale.
Sacré à Notre-Dame de Paris le 13 juillet 1823, le nouvel évêque prit possession de son siège le 5 septembre. Il fut reçu en grande pompe par les autorités municipales. Le 7 septembre, M. de Pons installa son chapitre cathédral, formé de deux vicaires généraux, de neuf chanoines et de trois chanoines honoraires et, le 8 septembre, il célébra pontificalement pour la première fois dans sa cathédrale. À cette occasion, il consacra sa personne, son église et son diocèse à Notre-Dame, établissant ainsi la Nativité de la Vierge comme patronne du diocèse.
Chacun des diocèses à partir desquels celui de Moulins avait été formé avait une liturgie propre, de rite latin mais néo-gallican. Afin que toutes ses paroisses et communautés non-exemptes célébrassent la même liturgie, M. de Pons adopta le rituel et le missel de Clermont pour l'ensemble de son diocèse. Pour régler le chant liturgique, il publia, en 1826, un bréviaire (Breviarium Molinense), repris également du bréviaire clermontois avec un calendrier propre à son diocèse, un graduel (Graduale Molinense) et un antiphonaire (Antiphonarium Molinense).

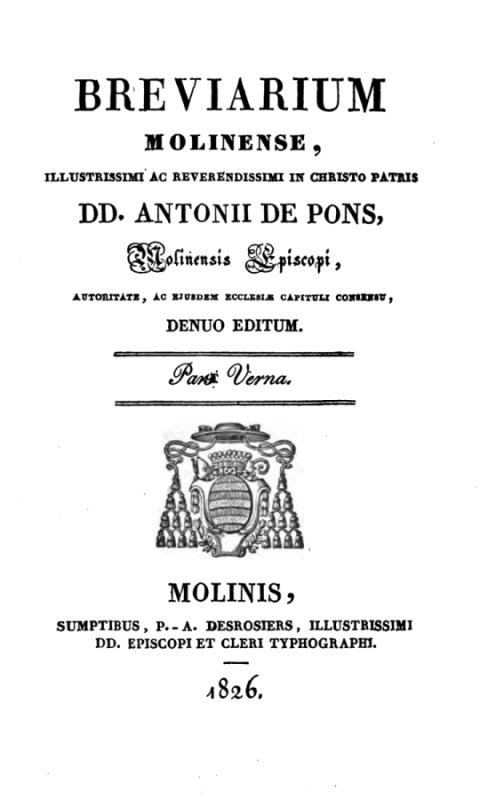
Breviarium Molinense, 1826.

Le nouvel évêque ne tarda pas à parcourir son diocèse et à le visiter dans les plus petits détails. En 1817, 52 des 236 cures et succursales appartenant à l'Allier n'avaient pas de curés ou de desservants et un grand nombre d'églises étaient fermées ou abandonnées. Il s'occupa des moyens de remplir ces vides en encourageant les vocations ecclésiastiques et en sollicitant du clergé aux diocèses voisins. Il obtint ensuite du gouvernement l'érection d'une grand nombre de paroisses. Le petit séminaire étant déjà établi, il ouvrit, en 1826, un grand séminaire diocésain qu'il installa dans de nouveaux bâtiment construits sur le terrain de l'ancienne Chartreuse. Il en confia la direction aux Pères maristes en 1843,. On lui doit aussi la création d'une caisse de prévoyance pour les prêtres invalides et sans ressources ainsi que de nombreux autres établissements.
En 1835, iI y avait déjà dans le département de l'Allier : à Moulins : un séminaire diocésain qui comptait 60 élèves ; à Yzeure, un petit séminaire qui comptait déjà 150 élèves en 1824 ; à Arfeuilles, un petit séminaire. Le département renfermait trois cures de Ire classe, 24 de IIe (contre 23 en 1824), 216 succursales (contre 211 en 1824), et 25 vicariats (contre 23 en 1824). Il y existait une école chrétienne et onze communautés religieuses de femmes, chargées des hospices, du soin des malades, des secours à domicile, d'un pensionnat, et de l'éducation gratuite des jeunes filles pauvres.

### 1850: L'essor du diocèse

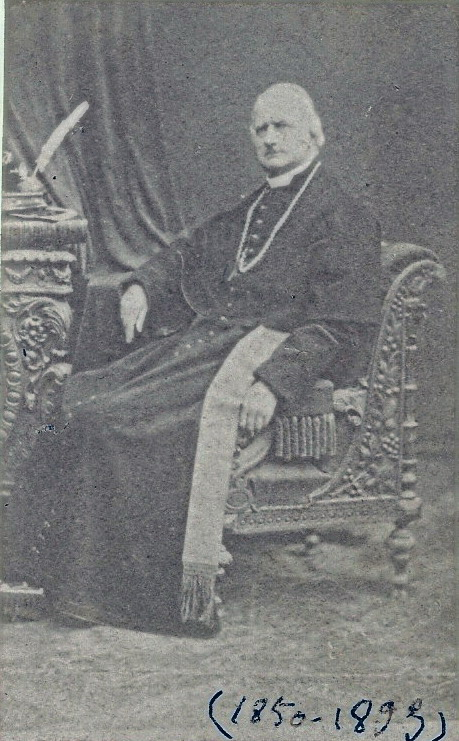
Pierre de Dreux-Brézé.

L'épiscopat du deuxième évêque de Moulins, Pierre Simon de Dreux-Brézé, marqua durablement le diocèse. À sa prise de fonctions à Moulins le 30 avril 1850, il était le plus jeune évêque de France, âgé de 38 ans seulement. Il resta en poste près de 43 ans, jusqu’à sa mort survenue le 5 janvier 1893. Il était alors le doyen des évêques français.
L'œuvre accomplie par ce prélat d’esprit légitimiste et ultramontain durant son long ministère, qui couvrit tout le Second Empire et les 22  premières années de la IIIe République, fut considérable : on lui doit l'implantation de multiples congrégations religieuses et le retour de l'ordre de la Visitation à Moulins où était morte sa fondatrice, Jeanne de Chantal, ainsi que la mise en place de l’enseignement libre dans le diocèse par la fondation de collèges comme l’Institution du Sacré-Cœur de Moulins en 1880. Pendant son épiscopat, il érigea ou restaura 41 nouvelles paroisses et entreprit la construction ou la reconstruction d'une soixantaine d'églises, inaugurant notamment l’église Saint-Louis de Vichy le 2 juillet 1865 et l’église Saint-Saturnin de Cusset le 16 mai 1868.
Sous le Second Empire, l’ultramontanisme occupait une place minoritaire au sein de l’épiscopat français. L’évêque de Moulins montra un esprit frondeur et s'opposa régulièrement au gouvernement, notamment en faisant lire en chaire dans les paroisses le Syllabus joint à l'encyclique Quanta Cura, en exigeant de ses curés le serment de ne pas porter les affaires ecclésiastiques devant les tribunaux civils ou faisant les nominations au chapitre cathédral sans avoir l'agrément de l'autorité civile. Tout ceci caractérisait la tendance ultramontaine née dans les années 1840 qui avait la volonté de dépendre directement du Saint-Siège sans intervention intermédiaire de la part de l’État. Cette idée s’opposait directement au courant gallican en vigueur depuis l’Ancien Régime qui voulait l'Église de France liée à l'Église romaine sur le plan spirituel, mais indépendante d'elle quant à son fonctionnement interne. Dreux-Brézé fut l’un des instigateurs de ce mouvement avec quelques autres évêques dont le cardinal Pie, de Poitiers.

#### Romanisation
La première réforme répondant à cet idéal romain intervint dès 1853. Sous l'influence de Dom Prosper Guéranger, fondateur du mouvement liturgique, très critique, selon la mode de l'époque, envers les rites des diocèses de France, l'évêque imposa le rite romain à son diocèse par le mandement du 21 novembre 1853. Moulins fut ainsi un des premiers diocèses français à substituer ce rite à celui qui était en vigueur sur son territoire. Un propre diocésain fut rédigé par Dom Guéranger,  et un catéchisme publié. Le deuxième évêque de Moulins fut également un des promoteurs du chant grégorien et prescrit l'usage des graduel et antiphonaire publiés par les diocèses de Reims et Cambrai. En 1854, Jean-Adrien de Conny, doyen du chapitre cathédral, publia un cérémonial romain qui fit longtemps référence,. Issu du même groupe de prêtres ultramontains de Paris que Dreux-Brézé, il l'avait accompagné en Bourbonnais lors de sa nomination, retrouvant ainsi ses racines familiales. Partageant les mêmes idées que ce dernier, il participa très activement à la rénovation liturgique du diocèse. Il écrit beaucoup et prit la tête de la commission diocésaine destinée à régler tous les détails de la mise en place des nouveaux usages. C'est par son truchement que les chanoines de Notre-Dame de Moulins obtinrent le privilège de porter au chœur la cappa magna d'été et d'hiver,, à l'instar des chanoines des basiliques mineures.

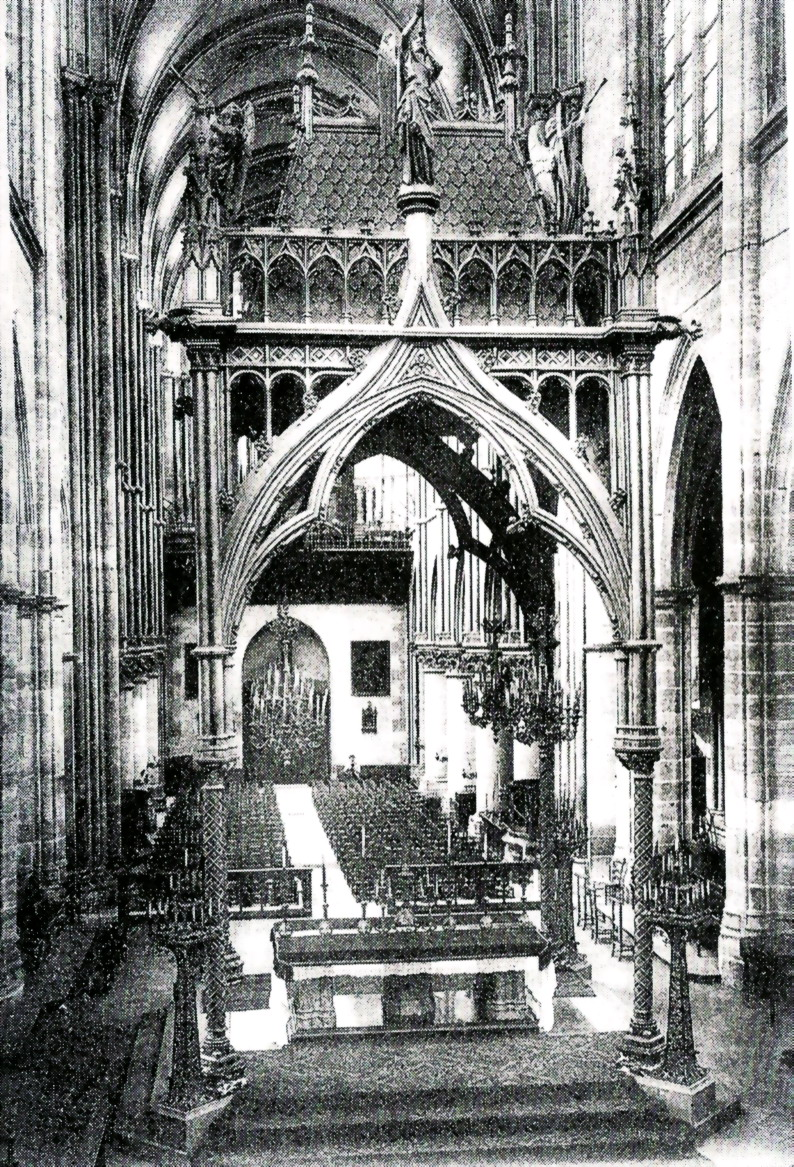
Le maître-autel à double face sous le Ciborium vu depuis la chapelle haute
(Début du XXe siècle).

Dans le domaine des arts, son orientation politique se traduisit par son attachement au mouvement archéologique, « enthousiaste pour l'art médiéval ». Il soutint la mise en pratique dans son diocèse de cette nouvelle esthétique. Entre 1852 et 1876, Pierre Simon de Dreux-Brézé suivit de très près le chantier d’agrandissement de la collégiale de Moulins, devenue cathédrale, qui était beaucoup trop exiguë : il doubla la surface de la nef et bâtit les deux collatéraux et la façade harmonique avec ses deux flèches hautes de 81 mètres. Ces ajouts architecturaux furent réalisés en style néogothique, sous l'influence de Viollet-le-Duc. L'architecte parisien Lassus — auquel on doit la restauration de la cathédrale Notre-Dame de Chartres, de la Sainte-Chapelle et de Notre-Dame de Paris dont il construisit la sacristie — commença, avec Esmonnot. Après sa mort, en 1857, les travaux furent continués par Eugène Millet, élève de Viollet-le-Duc, et Paul Selmersheim. Ceux-ci poursuivirent l'agrandissement dans un esprit autre que celui de Lassus. Ils rasèrent les murs qu'il avait déjà construits et qui s'élevaient à la hauteur de l'appui des fenêtres et reprirent la construction conformément à un projet moins coûteux défini par le Ministère des cultes. Le maître-autel de Notre-Dame, surmonté d'un ciborium, fut disposé, comme il l'est de nos jours, « à la romaine » : contrairement à l'usage le plus répandu à l'époque, il fut installé en avant du chœur et non pas au fond de l'abside où était située la chapelle haute consacrée à la vénération de la Vierge noire de Moulins. Dreux-Brézé appuyait sa décision sur le fait que l'église étant à la fois cathédrale et paroissiale, la disposition du chœur permettrait aux fidèles de suivre aussi bien la messe du chapitre que celle de la paroisse. La cathèdre épiscopale, adossée à cette chapelle, était placée au fond du chœur, comme dans les basiliques romaines. L'autel ne fut transféré à la place de la chapelle haute qu'après 1937, dans les dernières années de l'épiscopat de Gonon,.

L'influence du mouvement archéologique dans les réformes épiscopales ne se limitait pas à l'architecture. La forme étroite de la chasuble française, très critiquée par les tenants de ces positions et incarnant aux yeux de l'évêque le gallicanisme du clergé diocésain, devait être également réformée. Dreux-Brézé avait fait confectionner pour son sacre à Notre-Dame de Paris une chasuble allongée et élargie pour couvrir entièrement les épaules. Il introduisit cette forme d'ornements liturgiques dans son diocèse, inspirée d'anciennes chasubles et dalmatiques romaines qui existaient avant la mode « baroque » — telles qu'on peut en voir sur les illustrations du liturgiste Bartholomée Gavantus au XVIe siècle. La chasuble, retrouvant une forme ovale parfois qualifiée de « semi-gothique », souvent ornée d'une croix latine dans le dos et d'une simple bande à l'avant, était un peu moins ample que celle qui lui succédera en France quelques décennies plus tard, la forme « gothique », encore plus ample, que Dreux-Brézé n’hésitera à promouvoir en 1853, lorsqu’il recevra de Napoléon III un pontifical rouge réalisé par le chasublier parisien Hubert Ménage. Au cours du synode diocésain des 3 et 4 août 1865, la forme de la chasuble fut définitivement fixée pour le diocèse de Moulins, conformément à celle qui était déjà en usage à la cathédrale : 

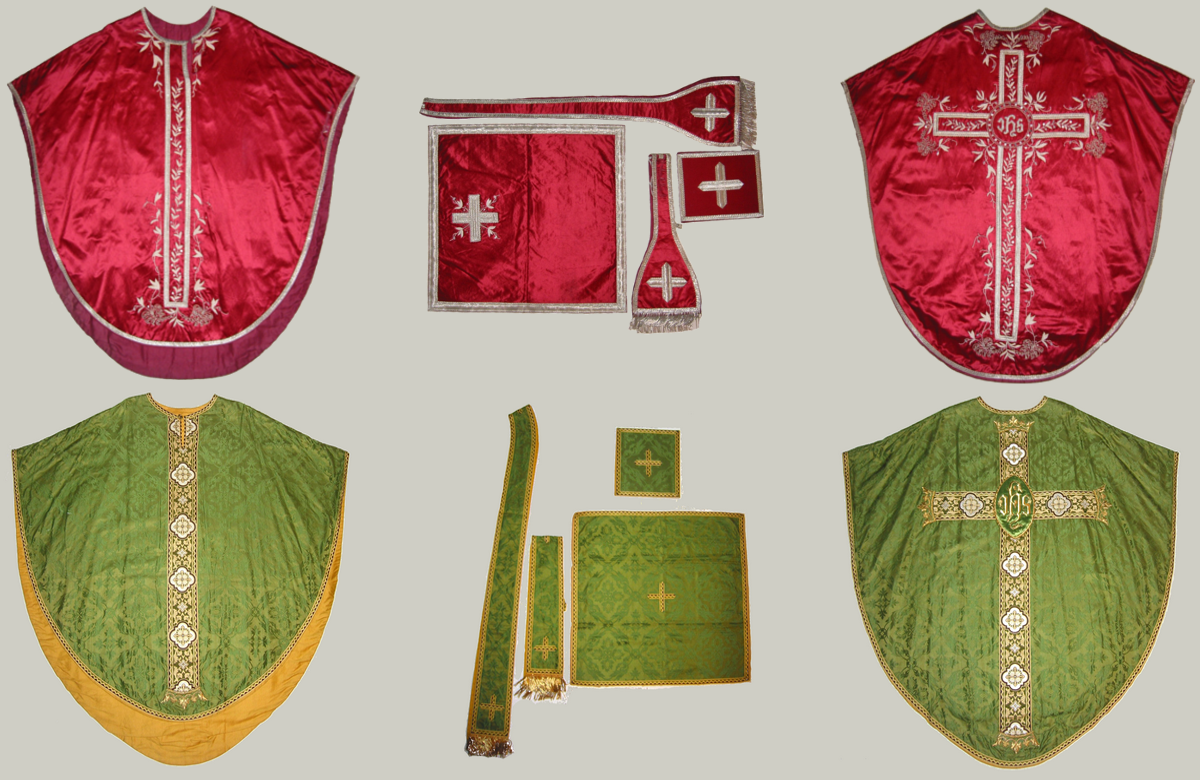
Ornements du diocèse de Moulins

« L’avant doit désormais mesurer cent cinq centimètres de haut et l’arrière, cent vingt centimètres. Cinquante centimètres séparent le haut des épaules de l’extrémité, l’envergure est alors à peu près égale à un mètre. Les prescriptions touchent également les dalmatiques, les tuniques dont les manches doivent être allongées et fermées, le surplis dont les manches sont élargies et le voile de calice qui doit le recouvrir entièrement et porter une croix en son centre. Contrairement à la chasuble, ceux-ci doivent parfaitement correspondre à l’usage romain. Ces nouvelles règles sont publiées sous forme de statuts synodaux l’année suivante. Les paroisses sont autorisées à conserver les anciens ornements de formes étroites pour les user mais tout nouvel achat est prohibé. »

— Aurore Chatard, Les ornements liturgiques au XIXe siècle : origine, fabrication et commercialisation, l’exemple du diocèse de Moulins.
La sacristie de la cathédrale donnait l'exemple : elle avait été dotée d'un nombre important d'ornements identiques de chaque couleur. Ainsi, aux fonctions pontificales majeures, le chapitre pouvait assister « paré », c'est-à-dire que les chanoines revêtaient, par-dessus la soutane et le rochet, l'amict et l'ornement correspondant à leur prébende : chape pour les dignitaires, dalmatique pour les chanoines-« diacres », tunique pour les chanoines - « sous-diacres ». Cet usage antique remémorait, sinon la concélébration, mais la participation active de chaque ordre du clergé à l'action du pontife. Ces ornements sont toujours utilisés à la cathédrale pour les grandes concélébrations.
Toujours dans cet esprit « romain », Dreux-Brézé légiféra beaucoup sur le costume ecclésiastique. Le rabat fut interdit — sous peine de censure ecclésiastique — le col romain imposé, la queue de la soutane supprimée. Les souliers à boucle étaient fortement conseillés, notamment pour les offices. « Il était strictement défendu de célébrer la messe ou un office public en chaussures de bois. En voyage, l'habit ecclésiastique court, plus proche de celui des laïcs, était toléré (« indulgetur »), mais noir et modeste. »

#### Réactions du clergé
Toutes ces réformes furent à l'origine de plusieurs conflits entre l'évêque et son clergé.

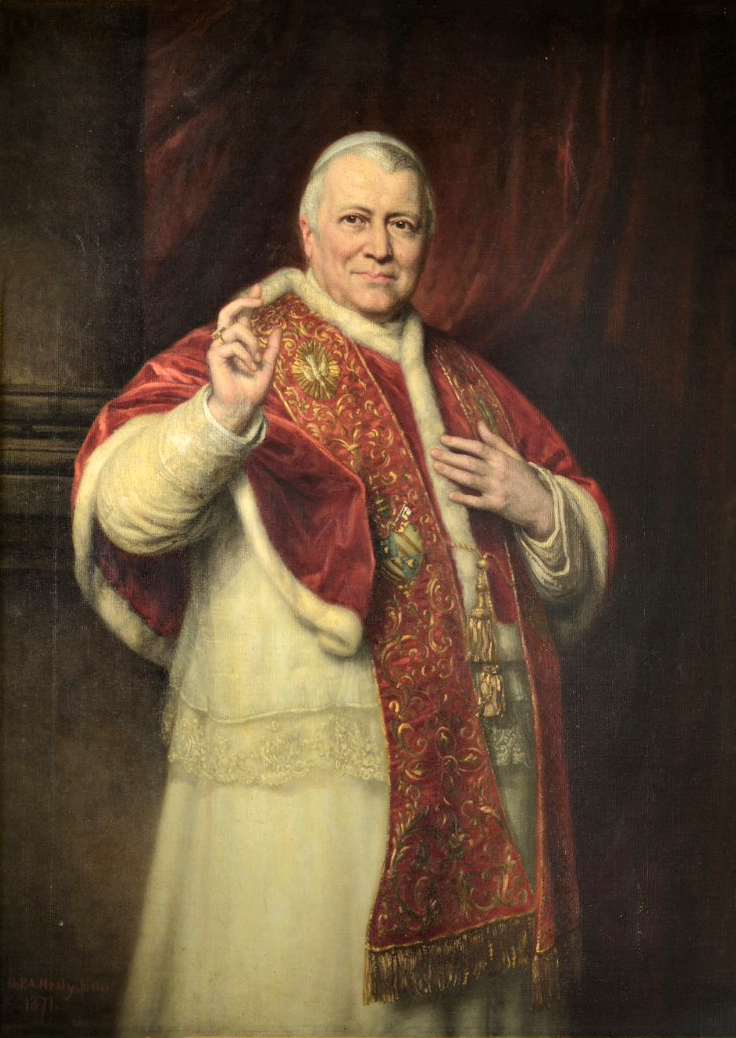
Le pape Pie IX.

Couvant depuis l'arrivée du prélat à Moulins, le premier se déclara à cause de la rapidité des mesures prises pour la réorganisation du diocèse : imposition du costume et de la liturgie romains, division du territoire en doyennés appelés « chrétientés » et mise à niveau des conférences ecclésiastiques. En juin 1856, des prêtres du diocèse adressèrent un memorandum au nonce apostolique en France. On reprochait au prélat les « changements intempestifs » qu'il avait introduits dans le costume ecclésiastique — notamment la suppression du rabat — le chant ecclésiastique et le bréviaire, sa sévérité envers son clergé, son manque de considération pour les laïcs, le peu de cas qu'il faisait de l'avis des assistants au synode ou au chapitre, les sanctions contre quelques curés et certaines nominations à des postes de responsabilité, telles celles des vicaires généraux ou celle de Conny à la tête du chapitre cathédral.
La plainte du clergé, suivie d'une supplique directe au pape, fut transmise à Rome. Après que Pie IX eut envoyé une lettre qui pouvait être interprétée comme un encouragement à l'évêque le 14 janvier 1857, on ne demanda pas à l'évêque de démissionner, comme l'aurait souhaité le gouvernement, mais on l'invita à plus de modération dans ses propos et ses actes, d'abord par une lettre du préfet de la congrégation du concile puis par une admonestation directe du pape le 17 mars 1857.
Le ministère des Cultes, saisi officiellement par 28 ecclésiastiques, avait entamé en février une procédure de décret d'appel comme d'abus appuyée notamment sur le fait que Dreux-Brézé était censé avoir demandé à ses doyens une démission anticipée au moment de leur nomination et exigé d'eux une déclaration dans laquelle ils s'interdisaient tout recours à l'autorité civile en cas de litige d'ordre ecclésiastique. C'était également une tentative de pousser à la démission l'évêque légitimiste dont les relations n'étaient pas des meilleures avec le régime impérial. Le décret impérial rendu en conseil d'État le 6 avril 1857 déclara abusifs et supprimés les actes d'administration reprochés par son clergé l'évêque de Moulins ainsi que la modification de la constitution du chapitre cathédral faite sans l'intervention de l'autorité civile et en contravention avec l'article 33 de la loi du 18 germinal an X et l'ordonnance royale du 29 octobre 1823.
Vingt ans plus tard, l'agrandissement de la cathédrale rencontra également quelque opposition. Conny, pourtant intime de Dreux-Brézé, fut un « ennemi irréductible des travaux » en cours. En 1877, il publia plusieurs brochures pour combattre la « forteresse de pierres si lourdement amoncelées » à côté du « spécimen inachevé de la plus belle époque du style flamboyant » qu'était l'ancienne collégiale. S'attaquant aussi à la disposition du chœur et du maître-autel qui ne permettrait pas, selon lui, de suivre les cérémonies depuis la nef et à la chapelle haute destinée à la Vierge noire qui ferait voir, « tristement défigurée », la « pauvre église de Moulins », il introduisit trois recours à Rome au nom du chapitre pour que l'évêque fût tenu d'obtenir le consentement capitulaire avant de procéder aux aménagements et pour que la police de la chapelle haute revint aux chanoines. Mais, après avoir reçu les observations de l'évêque, la sacrée congrégation du concile demanda à Conny de retirer ses recours auprès d'elle. Le chapitre lui-même, en déclarant expiré le mandat qu'il lui avait confié pour cette affaire, désavoua implicitement les prises de position de son doyen et le maître-autel fut consacré solennellement par Dreux-Brézé assisté des chanoines le 25 février 1880.

#### Formation des prêtres

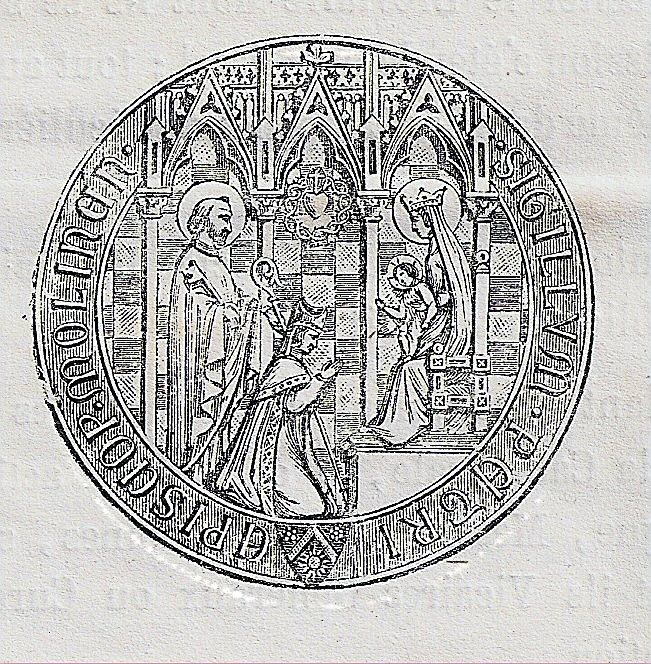
Sceau de Pierre de Dreux-Brézé.

Le grand séminaire diocésain existait depuis 1826. D'abord installé de manière provisoire dans des locaux situés près de l'actuel hôpital de Moulins, il avait été transféré en 1840 dans des bâtiments neufs construits à l'emplacement de l'ancienne Chartreuse. La direction avait été confiée aux Pères maristes par de Pons en 1847.
Dès le début de son ministère, Dreux-Brézé manifesta un intérêt marqué pour ce séminaire où il se rendait de manière régulière, notamment pour les fêtes et pour les sessions solennelles données à l'occasion des examens semestriels. Il tint à ce que ses séminaristes reçussent une formation poussée dans les sciences ecclésiastiques : il dota le cours de droit canonique, créé dès 1847, d'un professeur titulaire (1853) et créa successivement les cours d'archéologie (1852), d'histoire de l'Église (1855), de philosophie (1856), de rubriques (1860), de liturgie (1863) et enfin de théologie dogmatique et de théologie morale (1880).
Le petit séminaire était, quant à lui, installé depuis 1823 à Yzeure. Dès son arrivée à Moulins, Dreux-Brézé en confia la direction aux Jésuites qui ouvrirent un collège dans les mêmes bâtiments, les deux sections étant réunies sous l'appellation d'école secondaire ecclésiastique, nom officiel des petits séminaires à cette époque. Les petits séminaristes formaient, sous la direction d'un préfet, la « division Saint-Louis » et ne côtoyaient les autres élèves que lors des cours.
La présence des Jésuites à Yzeure fut combattue dès leur installation par les autorités civiles. Celles-ci considéraient que les bâtiments avaient été abandonnés au diocèse par le conseil général au profit d'établissements diocésains et qu'ils avaient changé de destination en accueillant d'autres élèves que les petits séminaristes. En 1872, le conseil général demanda donc le retour des immeubles dans le domaine départemental. L'affaire resta en sommeil jusqu'en 1879 et un décret du 31 juillet 1880 désaffecta l'immeuble, le destinant à devenir une école pédagogique nationale de filles.
Après une rude bataille juridique et administrative, Dreux-Brézé dut se résoudre à rendre les bâtiments. À la hâte, il installa ses petits séminaristes dans des baraquements vite aménagés sur le terrain de l'ancien Carmel de Moulins. Ce nouveau petit séminaire, qui ouvrit ses portes le 3 novembre 1880, deviendra l'Institution du Sacré-Cœur qui existera 87 ans, jusqu'en 1967.
Les comptes de l'Œuvre des séminaires du diocèse, publiés entre 1852 et 1902, tout en montrant la fragilité des finances de l'Église à cette époque et l'impact limité qu'une telle œuvre a eu sur la bourgeoisie et la noblesse, reflètent l'engagement de Dreux-Brézé en faveur des vocations sacerdotales pour lesquelles il hypothéqua sa fortune personnelle.

#### Nouvelles paroisses

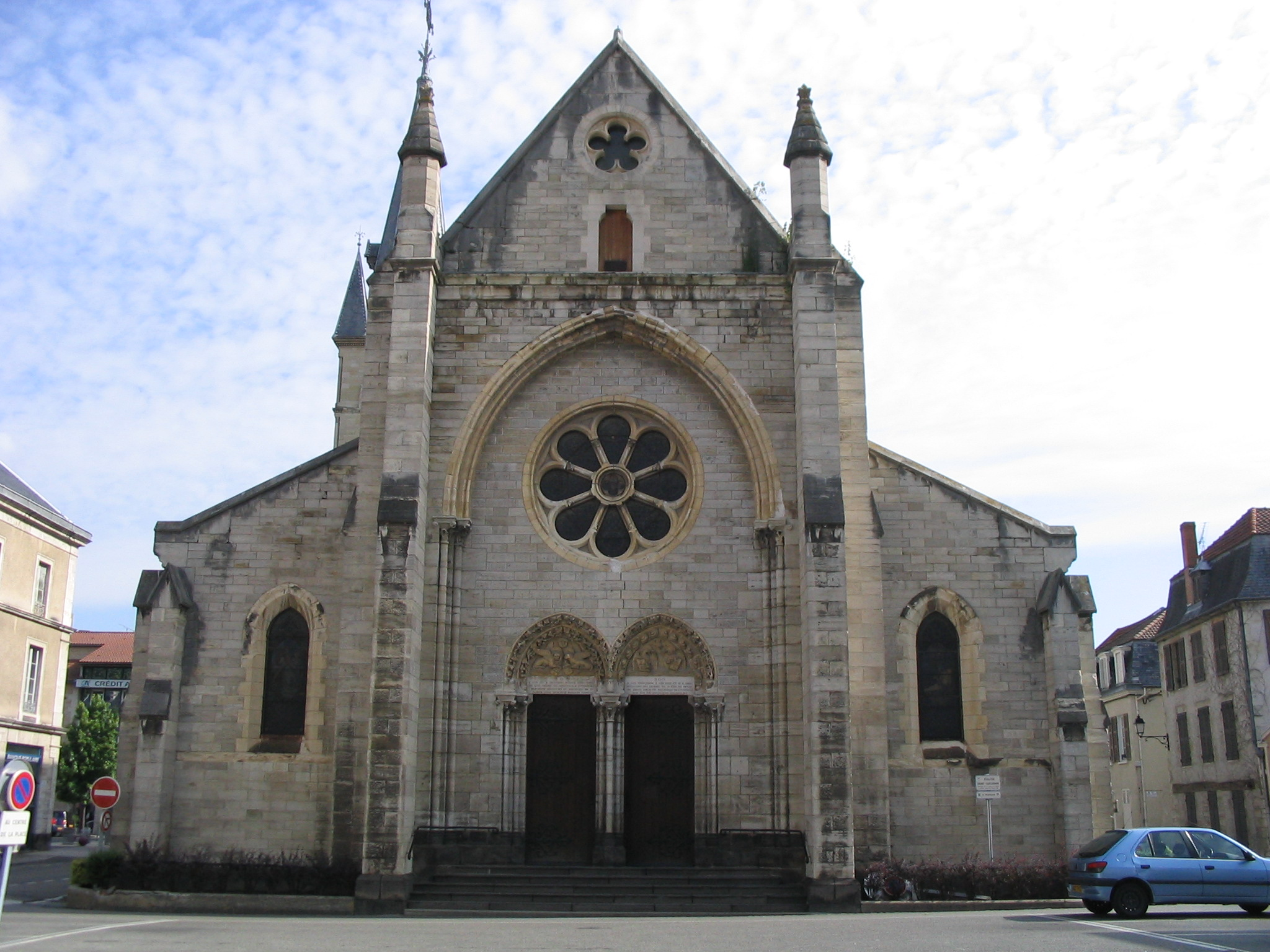
Église Saint-Saturnin de Cusset, achevée en 1863.

En 1851, le diocèse de Moulins comptait 271 cures, succursales et vicariats. En 1892 à la fin de l'épiscopat, on en recensait 312, soit 41  supplémentaires.
La plus grande partie d'entre elles étaient en fait des paroisses supprimées sous la Révolution française auxquelles l'évêque redonna vie entre 1852 et 1884 et d'autres furent créées de toutes pièces : Notre-Dame de La Chabanne (1849), Saint-Jean de Lavoine (1852), Sacré-Cœur de Commentry (1854), Saint-Paul de Montluçon (1857), Saint-Joseph de La Guillermie (1865), Saint-Louis de Vichy (1870) ou Notre-Dame de Larequille (1871).
Sans que Dreux-Brézé n'en soit forcément le fondateur, une soixantaine d'églises furent construites, restaurées ou agrandies sous son épiscopat. Près des deux-tiers de ces travaux ont été réalisés entre 1865 et 1882. Il en consacra un grand nombre.

### 1901 - Le retour de l'anticléricalisme

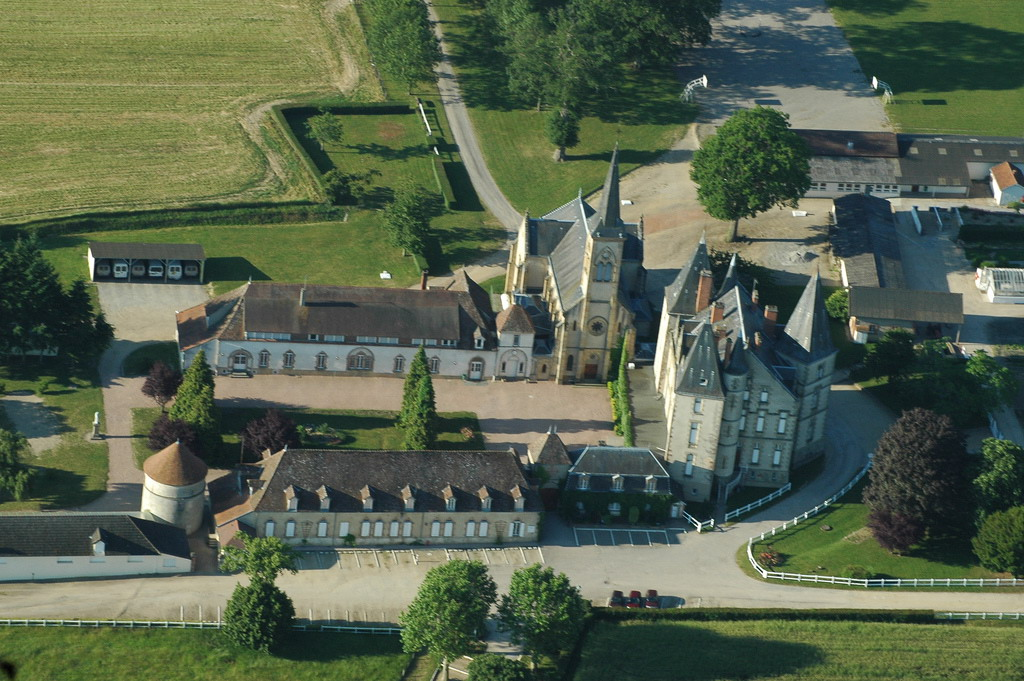
Le petit séminaire du Réray.

Au début du XXe siècle, le catholicisme se maintenait relativement bien dans le diocèse de Moulins, puisque seulement 3 % des enfants n'étaient pas baptisés, mais la pratique des adultes, notamment celle des hommes était déjà très moyenne. En 1898, les pourcentages des hommes ayant « fait leurs Pâques » variait entre  17 et 29 % selon les arrondissements alors que celui des femmes oscillait entre 64 et 70 %.
Auguste Dubourg, vicaire général de Pierre-Marie Fallières, évêque de Saint-Brieuc et Tréguier, avait été nommé évêque de Moulins le 14 janvier 1893, malgré une légère réticence du gouvernement qui pensait les Bretons réfractaires aux idées nouvelles. Préconisé par le pape Léon XIII le 19 janvier suivant, il avait été sacré à Saint-Brieuc par Fallières et prit possession de son siège le 27 avril. Il publia aussitôt une nouvelle édition du catéchisme diocésain et fonda en novembre 1893 la « Semaine religieuse du diocèse de Moulins. » En 1894, il sépara le petit séminaire de l'Institution du Sacré-Cœur et l'établit au château du Réray à Aubigny, demeure néo-gothique donnée au diocèse en 1887.
Dubourg fit partie des évêques français qui favorisèrent le « ralliement » des catholiques à la République, autorisant notamment la publication d'une brochure intitulée : L'acceptation de la République, obligatoire pour le Catholique, avantageuse pour le Citoyen. Mais il eut quand même à affronter la laïcisation de ce début du XXe siècle. En effet, moins de cent ans après le Concordat de 1801 et la fin des persécutions de la Révolution française, de nouvelles difficultés se firent jour pour l'Église de France. La loi du 1er juillet 1901 sur les associations établit que les congrégations religieuses ne pourraient continuer à exister qu'en obtenant une reconnaissance légale par décret rendu sur avis conforme du Conseil d'État. Celles qui refusaient de se soumettre à cette formalité devaient être considérées comme dissoutes de plein droit, leurs biens devant être mis sous séquestre et liquidés en justice. En juillet 1902 commencèrent les mesures d'expulsion des religieux réfractaires ; 63 établissements n'ayant pas formulé de demande légale étaient concernés. Dubourg lança une véhémente protestation à laquelle firent écho celles de cinq maires et un adjoint, immédiatement suspendus, et la démission d'un juge de paix. Les religieuses enseignantes quittèrent leurs écoles accompagnées des manifestations de sympathie des familles catholiques, des incidents entre partisans et opposants éclatant dans une dizaine de localités du département. Les demandes d'autorisation, portées devant les chambres dans le courant de mars 1903 furent refusées en bloc, ce qui entraîna la fermeture de la quasi-totalité des établissements congréganistes encore existants. À la fin de cette année, 217 écoles catholiques avaient été fermées dans le département de l'Allier.

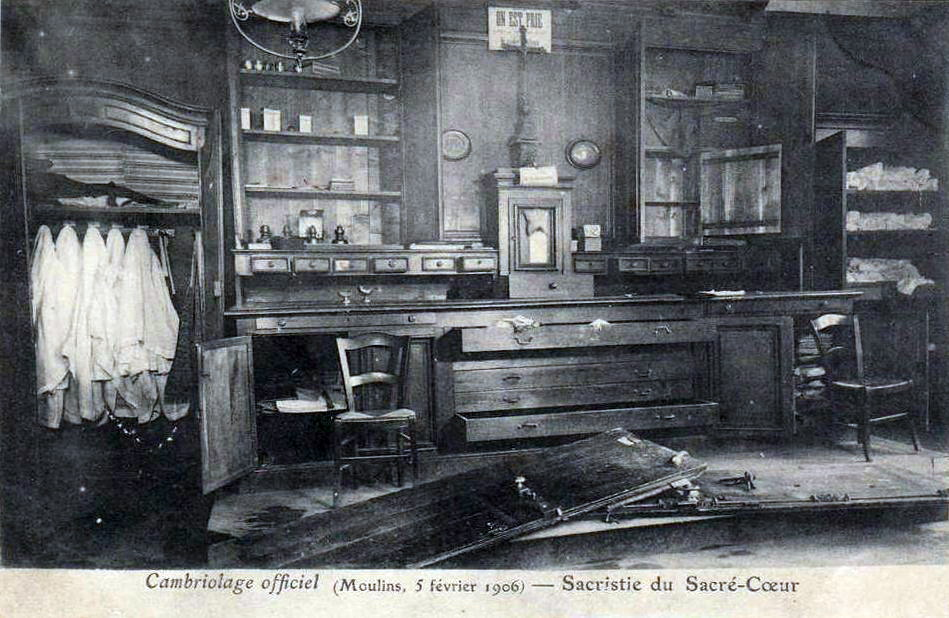
Inventaires au Sacré-Cœur de Moulins en 1906.

Les difficultés n'étaient pas terminées pour les catholiques. Le 9 décembre 1905, à l'initiative du député socialiste Aristide Briand, la loi de séparation des Églises et de l'État fut adoptée par les chambres. Lors des débats parlementaires sur la loi, l’idée d’un inventaire des biens des anciens établissements publics du culte s’était naturellement imposée. Tous les édifices construits avant cette date restaient propriété publique : celle de l’État pour les cathédrales et celle des communes pour les églises paroissiales. Le 29 décembre 1905, fut pris un décret d'administration publique concernant les inventaires des biens qui devaient être dévolus aux associations cultuelles. Suscitant partout en France de nombreuses manifestations de violente hostilité, ces inventaires se passèrent de façon plus paisible dans l'Allier. Cent dix-neuf inventaires ne donnèrent lieu à aucun incident, 96 entrainèrent des incidents légers donnant lieu à l'intervention des forces de l'ordre et des incidents sérieux eurent lieu dans dix communes.
Pendant ces événements, Dubourg sera transféré le 7 août 1906 au siège métropolitain de Rennes. C'est dans cette ambiance particulière que son successeur, Émile Lobbedey, arriva à Moulins, où il fut reçu à la gare par 400 ecclésiastiques. Pendant la période des inventaires, une trentaine de municipalités contraignirent les prêtres à évacuer leurs presbytères, mesure souvent perçue comme impopulaire, et Lobbedey lui-même fut contraint d’abandonner son palais épiscopal en décembre 1906.
En 1908, le diocèse comptait, pour 390 812 habitants, 31 paroisses, 281 succursales et 55  vicariats,.

### Le diocèse contemporain

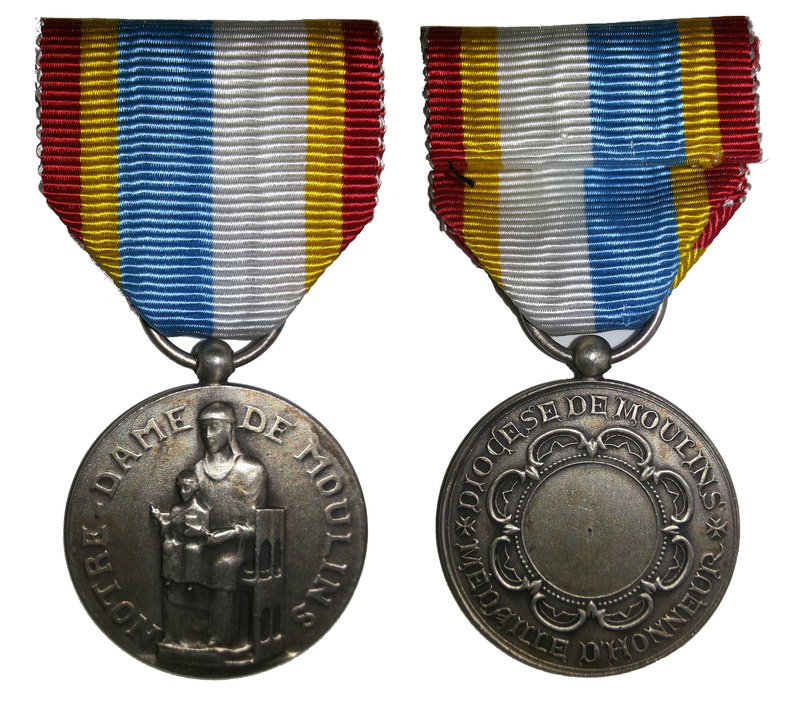
Médaille de la reconnaissance diocésaine.

Le 5 mai 1911, Lobbedey est transféré au siège épiscopal d'Arras. Jean-Baptiste Penon, un Provençal dont les compatriotes décrivent les dons éminents de l'esprit et du cœur, l'immense culture, la grande piété, et l'activité débordante est alors nommé à Moulins. Il prend possession du diocèse le 18 juillet 1911 et reste à sa tête jusqu'à ce que, malade, il estime ne plus avoir les moyens physiques d'assurer la pérennité de ses tâches. Il annonce sa démission et sa translation à l'évêché titulaire de Cuses par une lettre pastorale à ses diocésains le 24 juin 1926. Dans cette lettre, il exhorte ces mêmes diocésains à achever la construction du grand séminaire sur le terrain acheté par le diocèse à Avermes en 1925 et qui avait été l'un des principaux chantiers de son épiscopat.
Son successeur exaucera son vœu. Augustin Gonon, élu évêque de Moulins le 31 août 1926 achève, sous son ministère, les travaux du grand séminaire de Champfeu.
À la suite du synode diocésain de l'an 2000, l’évêque, Pascal Roland remodèle les paroisses et fixe leur nombre à 18. Chacune compte environ 20 communes et totalise une moyenne de 20 000 habitants. De même, cinq doyennés sont érigés, au lieu de onze précédemment : trois autour de chacune des agglomérations de Moulins, Montluçon et Vichy ; deux pour les paroisses du milieu rural, l’un à l’ouest, l’autre à l’est.
En 2012, le diocèse de Moulins lance une enquête sans précédent sur l'état de ses finances, une « opération vérité » qui vise à alerter sur le risque de faillite de l'Église locale.
Le 14 février 2013, Laurent Percerou succède à Pascal Roland à la tête de l’évêché de Moulins. Il reçoit la consécration épiscopale le 14 avril suivant, des mains d'Hippolyte Simon.
En 2019, il n'y a pas d'ordination de prêtre diocésain pour Moulins.
Laurent Percerou ayant été nommé évêque de Nantes le 11 août 2020, le siège de l'évêché de Moulins est resté vacant jusqu'à la nomination de Marc Beaumont le 29 mars 2021 par le pape François. Son ordination épiscopale et son installation aura lieu le 16 mai à la cathédrale Notre-Dame-de-l'Annonciation de Moulins.

#### Paroisses
Le diocèse est désormais organisé en quatre doyennés et 18 paroisses :
- doyenné de Montluçon :
  - paroisse Sainte-Marie,
  - paroisse de la Trinité,
  - paroisse Saint-François-d’Assise,
  - paroisse de la Sainte-Famille,
  - paroisse du Bon-Pasteur,
  - paroisse Saint-Mayeul-de-Tronçais ;
- doyenné de Vichy :
  - paroisse Notre-Dame-des-Sources,
  - paroisse Saint-Joseph-des-Thermes,
  - paroisse de Saint-Germain-des-Fossés ;
- doyenné de Moulins :
  - paroisse Notre-Dame-du-Bourbonnais,
  - paroisse Saint-Pierre-Saint-Paul,
  - paroisse de Souvigny,
  - paroisse Sainte-Croix du Bocage bourbonnais,
  - paroisse Sainte-Marie, Mère de Dieu ;
- doyenné rural :
  - paroisse Saint-Léger-Sainte-Procule,
  - paroisse Saint-Vincent,
  - paroisse Jean-XXIII,
  - paroisse Notre-Dame-de-l'Alliance.

## Liturgie
Le diocèse de Moulins est un diocèse de rite latin. Après avoir utilisé la liturgie de Clermont lors de sa création, il suit le rite romain depuis le mandement du 21 novembre 1853. Toutefois, comme tous les diocèses ou les ordres et congrégations religieux, il possède son calendrier et ses offices propres.

### Propre diocésain
Les offices propres au diocèse ont été réformés une première fois en 1963, sous l'épiscopat de Bougon, pour être mis en conformité avec la réforme du code des rubriques du missel et du bréviaire décidée par le pape Jean XXIII.
Par ordonnance d'André Quélen, un nouveau propre des saints du diocèse a été promulgué le 19 juin 1988. Il est entré en vigueur le 27 novembre 1988, premier dimanche de l'année liturgique.
Ce nouveau calendrier établit Notre-Dame de Moulins comme patronne principale du diocèse à la place de l'Annonciation. Sa fête est fixée au 19 juin, date anniversaire du couronnement de la statue de la Vierge noire, le 19 juin 1910.

## Vie consacrée

### Communautés religieuses masculines
- Trappistes : Abbaye Notre-Dame de Sept-Fons à Diou
- Communauté Saint Jean : Saint-Germain-des-Fossés
- Lazaristes : Maison du Missionnaire à Vichy
- Frères maristes : implantations historiques à Arfeuilles, Saint-Pourçain-sur-Sioule, Le Mayet-de-Montagne, Varennes-sur-Allier.

### Communautés religieuses féminines
- Auxiliaires du Sacerdoce, Le Mayet-de-Montagne
- Bénédictines, Abbaye Saint-Vincent de Chantelle
- Carmélites, Moulins
- Carmélites Missionnaires, Montluçon
- Congrégation Notre Dame - Chanoinesses de Saint-Augustin, Moulins
- Filles de Jésus Kermaria, Saint-Pourçain-sur-Sioule
- Filles du Saint-Esprit, Tronget et Durdat-Larequille
- Les Sœurs Apostoliques de Saint Jean, Vichy
- Oblates du Cœur de Jésus, Montluçon
- Petites Sœurs de l’Ouvrier, Montluçon
- Petites Servantes du Cœur de Jésus, Moulins
- Petites sœurs dominicaines, Montluçon
- Sœurs du Bon Secours, Moulins, Montluçon, Vichy, (1852-2013).
- Sœurs du Christ Rédempteur, Vallon-en-Sully et Cérilly
- Sœurs de Jésus Serviteur, Dompierre-sur-Besbre
- Sœurs de Jeanne Delanoue, Moulins, Bellerive-sur-Allier et Saint-Germain-des-Fossés
- Sœurs de l’Alliance, Moulins
- Sœurs de Saint Joseph de Chambéry, Cusset
- Sœurs de Sainte Ursule de Dole
- Sœurs de Sainte-Marie de Torfou, Sanssat
- Sœurs du Prado, Huriel
- Sœurs infirmières de Saint François d’Assise
- Visitation Sainte Marie, Moulins[82]

## Pèlerinages

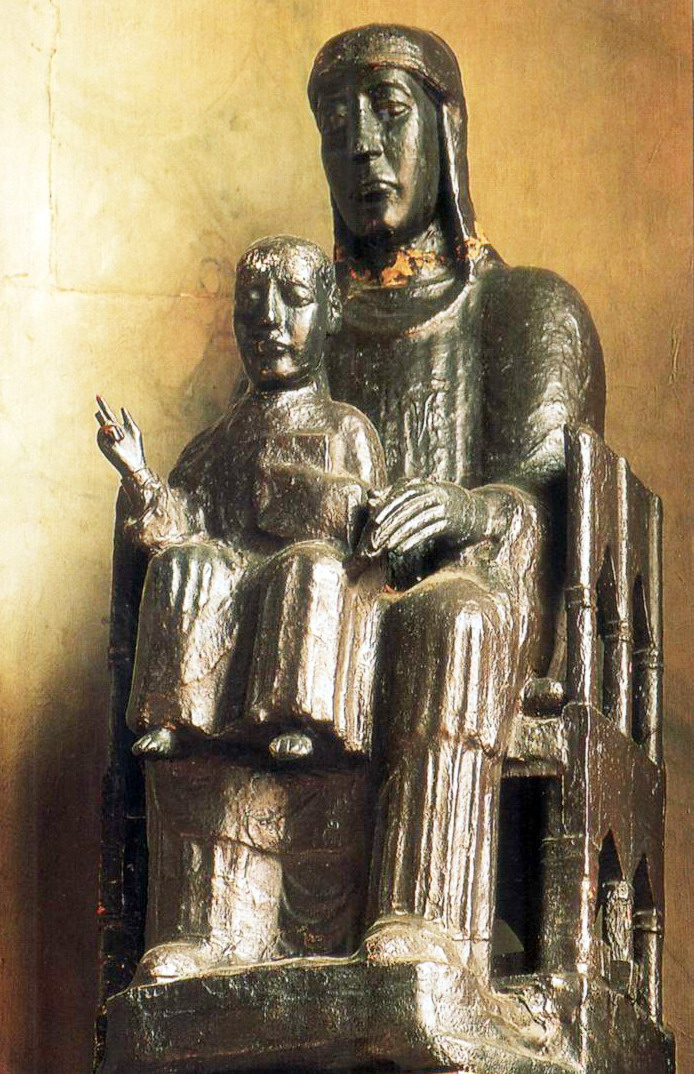
Vierge noire de Moulins.

Les pèlerinages locaux étaient très nombreux en Bourbonnais. Beaucoup ont disparu avec la Révolution, d'autres ont repris vie et continuent à prospérer. Certains ont une notoriété qui dépasse les limites de leur paroisse et des paroisses environnantes, par exemple :
- À Moulins : La Vierge noire[84]. La statue de la Vierge aurait été rapportée de Terre-Sainte par un sire de Bourbon et offerte par Louis IX. C'est une Vierge en majesté du XIe siècle, qui a été marouflée au XVe siècle. Elle aurait arrêté l'incendie qui commençait à détruire la ville, en 1655, un habitant ayant jeté dans les flammes le manteau de la statue. La coutume a existé de faire brûler devant Notre-Dame de Moulins une roue de cire, interprétée par certains comme un symbole solaire de régénération. Elle est placée dans une chapelle de la basilique-cathédrale Notre-Dame de l'Annonciation.

- À la basilique Notre-Dame de Saint-Germain-des-Fossés : la Vierge miraculeuse[85]. Le pèlerinage à Notre-Dame de Saint-Germain date de la découverte « merveilleuse » de la statue dans les eaux de l'Allier, il y a plusieurs siècles[N 33]. Un pèlerinage a lieu chaque année, le 2 juillet, date de la fête patronale de la paroisse.

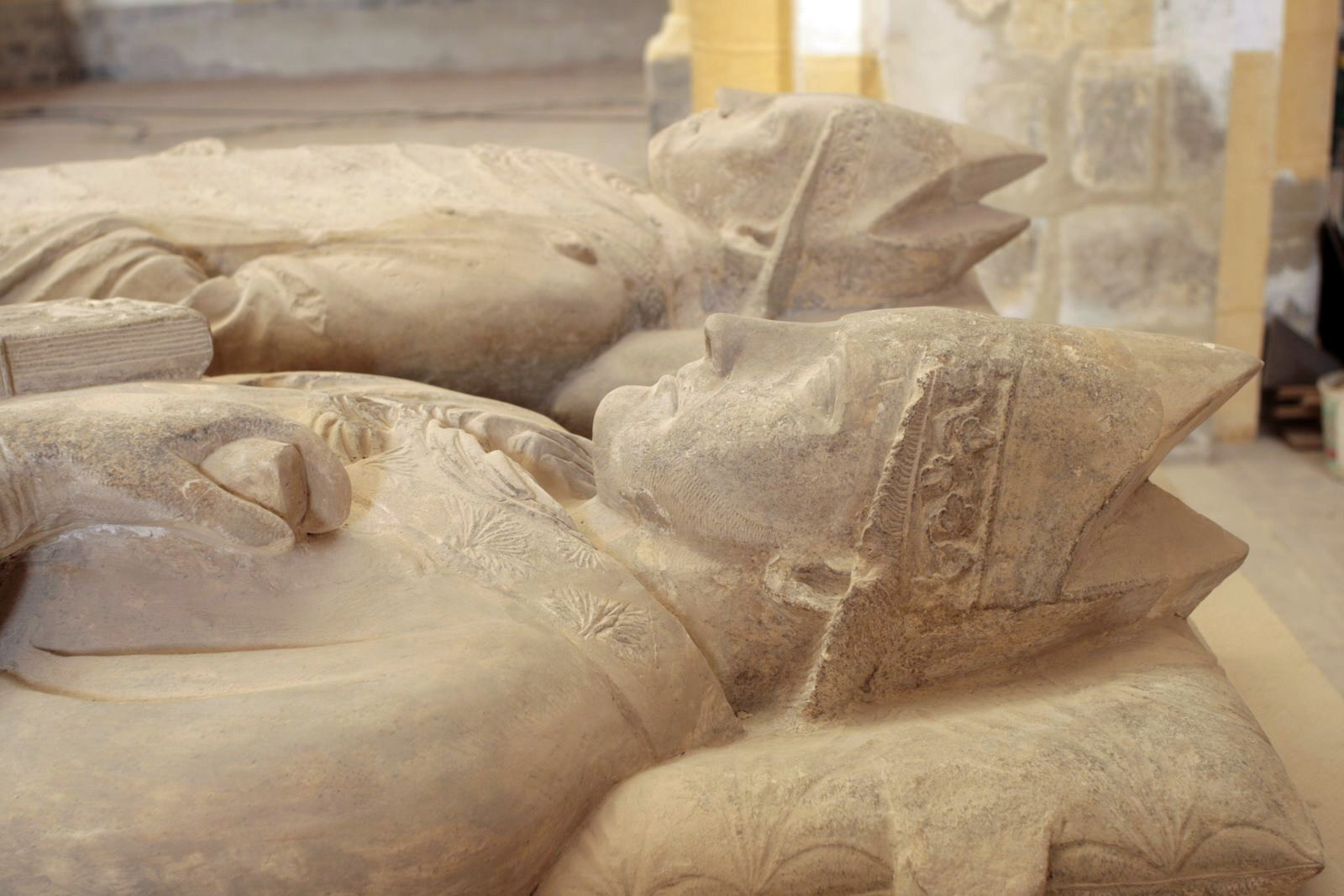
Tombeaux de saint Mayeul et saint Odilon à Souvigny.

- À Colombier : Saint Patrocle[86] : saint Patrocle est l'un des saints les plus honorés du Bourbonnais. Berrichon, né à Bourges à la fin du Ve siècle, en 496, il se convertit très jeune au christianisme et après avoir été ordonné diacre par l'évêque de Bourges, puis nommé archidiacre, il devint le précepteur des fils de Clodomir, roi des Francs. Voulant se consacrer uniquement à Dieu, il se retira pour vivre en ermite, près de Néris. Il fonda le monastère de la Colombe, devenu Colombier (Monasterium columbarii) mais refusa d'en prendre la tête, préférant se retirer dans une cellule qu'il avait construite sur le plateau où s'élève aujourd'hui La Celle. Il y mourra après vingt ans de vie solitaire. Ses restes reposent toujours dans l'église de Colombier.

- À Souvigny : les reliques de saint Mayeul, 4e abbé de Cluny (mort en 994), et saint Odilon, son successeur (mort en 1049). Les sondages et les fouilles archéologiques de novembre 2001 et janvier 2002 ont mis au jour leurs sépultures oubliées depuis les déprédations de la révolution. Leurs gisants, récemment réinstallés dans la nef, présentent la particularité étrange de tourner le dos au maître autel, et de faire face à la sortie de l'édifice religieux.

- À l'église Saint-Georges de Bourbon-l'Archambault : les reliques de la Vraie Croix et une épine de la Sainte Couronne[18]. L'une et l'autre ont été apportées en 1287 par Robert, fils de Louis IX, époux de Béatrice, Dame de Bourbon et dernière descendante de la lignée des sires de Bourbon. L'institution d'une sainte chapelle à Bourbon remonte aux sires de Bourbon ; mais ce fut le duc Louis Ier qui forma, en 1315, le clergé de cette église. Cette sainte chapelle, dédiée à Notre-Dame, fut détruite par un incendie en 1648. Une autre fut construite au XVIe siècle et détruite par les révolutionnaires en 1793. La relique de la Vraie Croix est l'un des plus grands fragments connus.

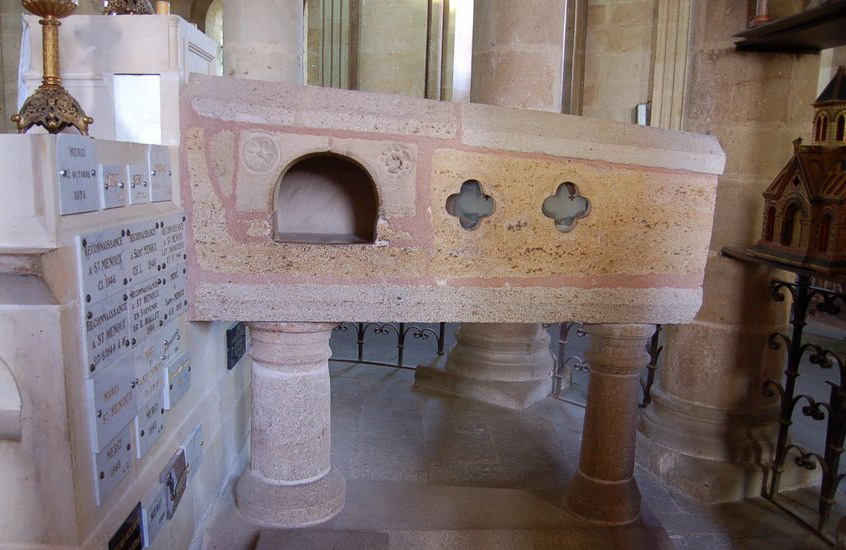
La débredinoire de Saint-Menoux.

- À Saint-Menoux : la « débredinoire », tombeau de saint Menoux[86]. Menoux, ou Ménulphe, est un évêque d'origine irlandaise né vraisemblablement au VIIe siècle. D'Irlande, il se rendit en Grande-Bretagne, puis en Armorique jusqu'à Quimper où il fut ordonné prêtre puis consacré évêque. Au retour d'un voyage à Rome, épuisé et malade, il parvint au village devenu Saint-Menoux. Il y mourut un 12 juillet[N 34]. Son tombeau est un but de pèlerinage, depuis que son serviteur, Blaise, un simple d'esprit (« bredin » en Bourbonnais) — dont le sarcophage serait celui qui se trouve actuellement dans le narthex de l'église — eut entrepris de percer un trou dans le sarcophage de son maître pour passer la tête à l'intérieur et être ainsi plus proche de celui qu'il vénérait. Il en serait sorti « débrediné », guéri grâce à Menoux. Le tombeau prit le nom de « Débredinoire. » Au XIe siècle, les reliques du saint furent transportées dans une église construite en son honneur, qui deviendra l'église d'un monastère d'hommes puis l'abbatiale des bénédictines.

## Patrimoine

### Architecture religieuse
On trouve sur le territoire du diocèse une forte concentration d'églises romanes, dont les caractères  architecturaux sont marqués par les types de construction utilisés sur les diocèses desquels elles dépendaient avant la création de Moulins, Clermont, Bourges et Autun. Cette triple influence – auvergnate, berrichonne et bourguignonne — se retrouve dans l'église prieurale Saint-Pierre et Saint-Paul de Souvigny, qui a marqué de son empreinte les églises voisines. De nombreuses petites églises bourbonnaises d'origine romane, de style très simple, ont été remaniées au cours des siècles qui ont suivi.
Au XVe siècle, les ducs de Bourbon entreprennent de grands chantiers. L'architecture gothique se développe aussi dans les constructions religieuses. Les parties hautes de l'église de Souvigny et de son cloître sont reconstruites et la première pierre de la collégiale du château ducal est posée en 1468 par Agnès de Bourgogne. Les travaux de cet édifice, qui deviendra en 1822 la cathédrale de Moulins, continuent sous le duc Pierre II de Bourbon et sa femme, la duchesse Anne de France, fille de Louis XI. Ils se terminent vers 1540 par un simple pignon orné d'une rosace, de rampants et de pinacles, lequel servit de façade à l'édifice jusqu'en 1854. Cette partie du bâtiment constitue le chœur de l'actuelle cathédrale.
Sous l'épiscopat de Dreux-Brézé, on restaure et on construit de nombreuses églises en style néogothique. La cathédrale est agrandie de 1852 à 1888, l'ancienne collégiale devenant le chœur du bâtiment, par l'architecte parisien Lassus qui édifie également l'église du Sacré-Cœur de Moulins entre 1844 et 1881. La dernière église construite dans ce style est Notre-Dame de Villeneuve-sur-Allier, en 1904.

### Préservation du patrimoine
Sur les 236 églises du diocèse, 73 sont classées et 71 sont inscrites à l'inventaire supplémentaire des Monuments historiques.
Plusieurs sites ont donné lieu à des associations de préservation des monuments:
- Les amis du patrimoine religieux en Bourbonnais, fondée en 1987 ;
- Église Notre-Dame de Châtel-Montagne ;
- Saint-Maurice de Chamblet ;
- Durdat Vieux bourg ;
- Saint-Martin de Bizeneuille ;
- Saint-Laurent de Verneix ;
- Saint-Projet de Montvicq.